# サークルK

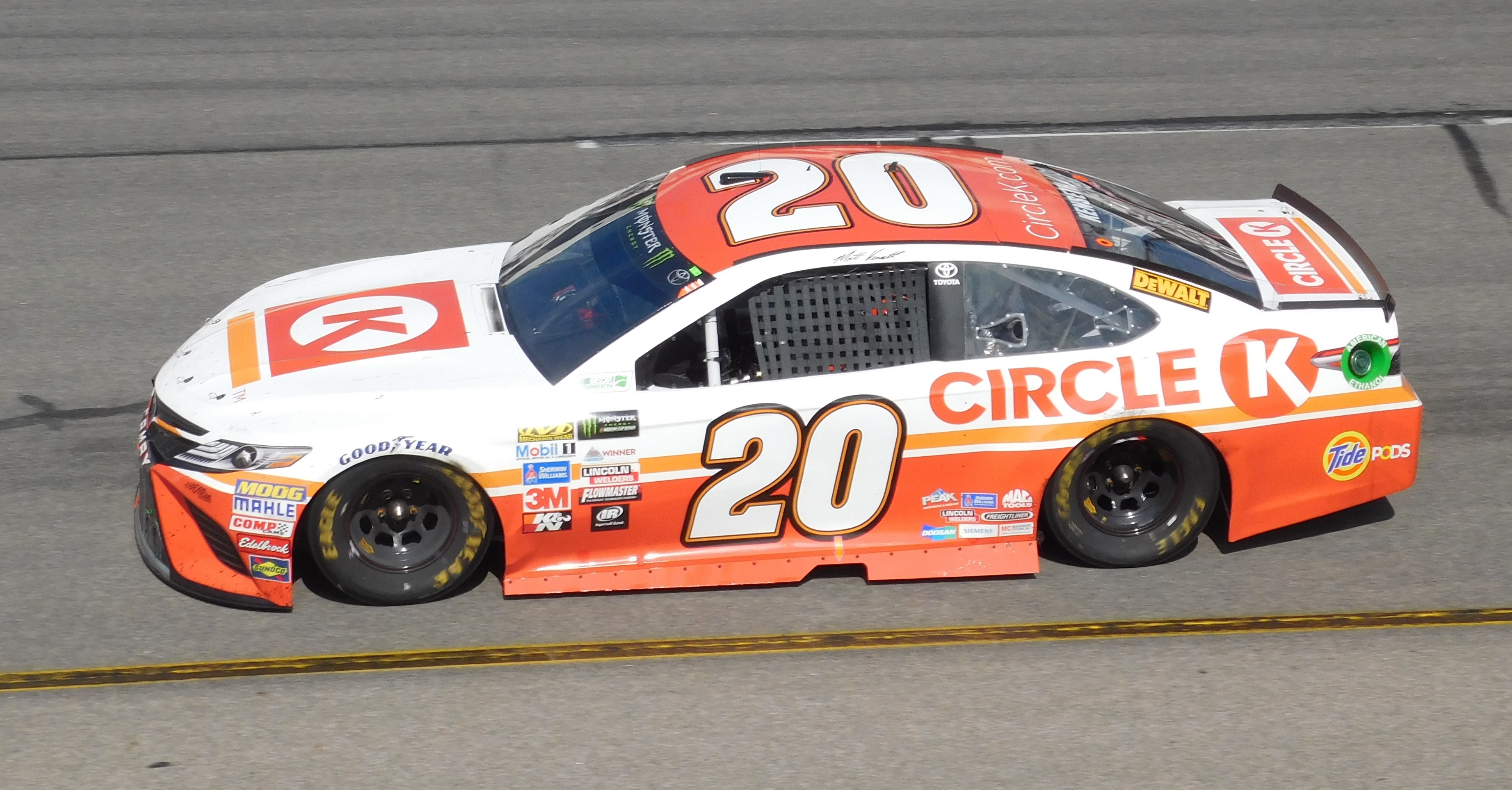
協賛のレーシングカー

サークルK（サークルケイ、Circle K）は、アリマンタシォン・クシュタール（Alimentation Couche-Tard）の子会社であるサークルKストアーズ（サークルケイストアーズ、Circle K Stores Inc.）が保有する、アメリカ合衆国発祥で世界展開するコンビニエンスストア・ガソリンスタンドのチェーン店のブランドである。

## 概説

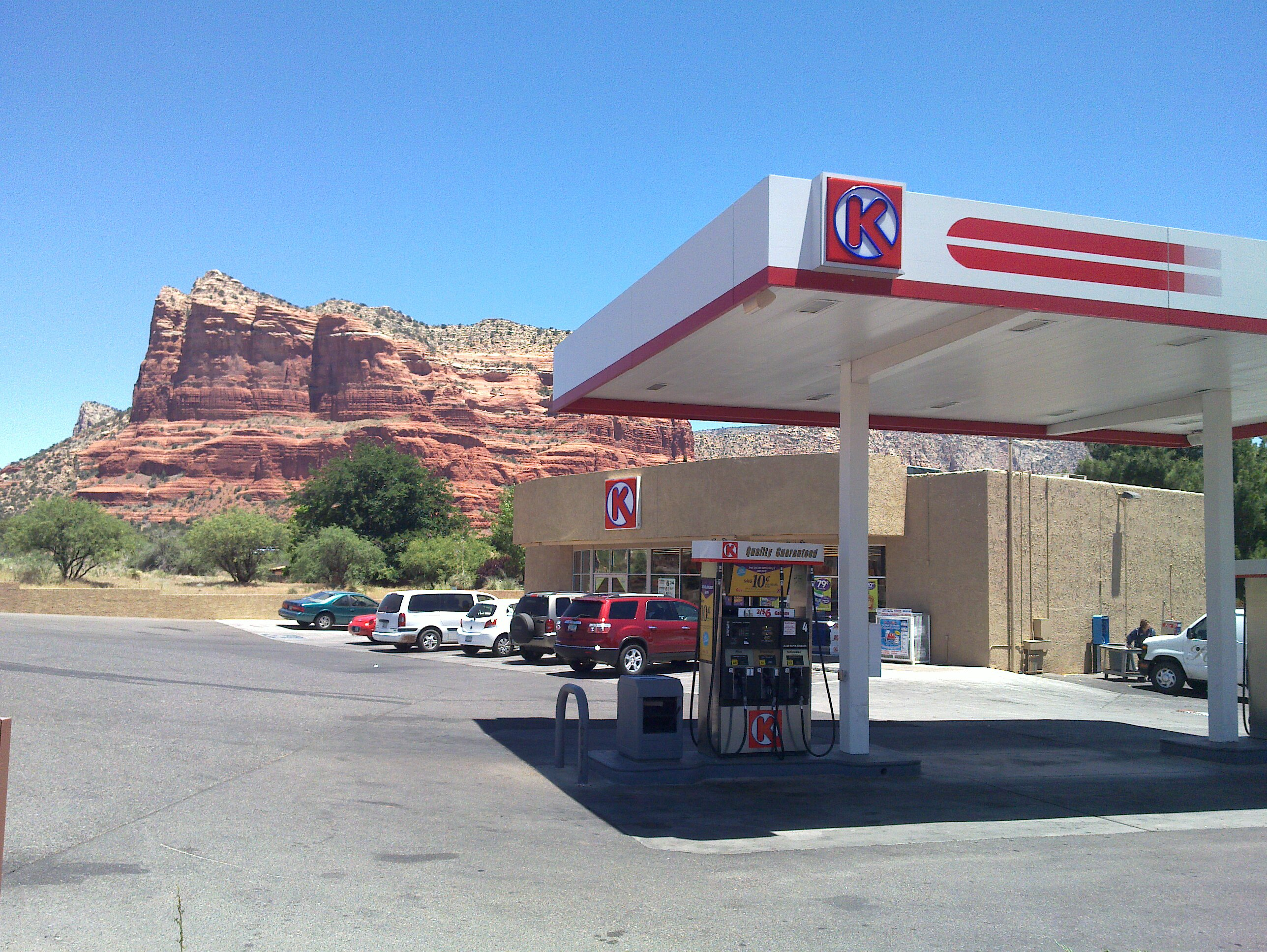
ガソリンスタンド・コンビニエンスストア併設店舗

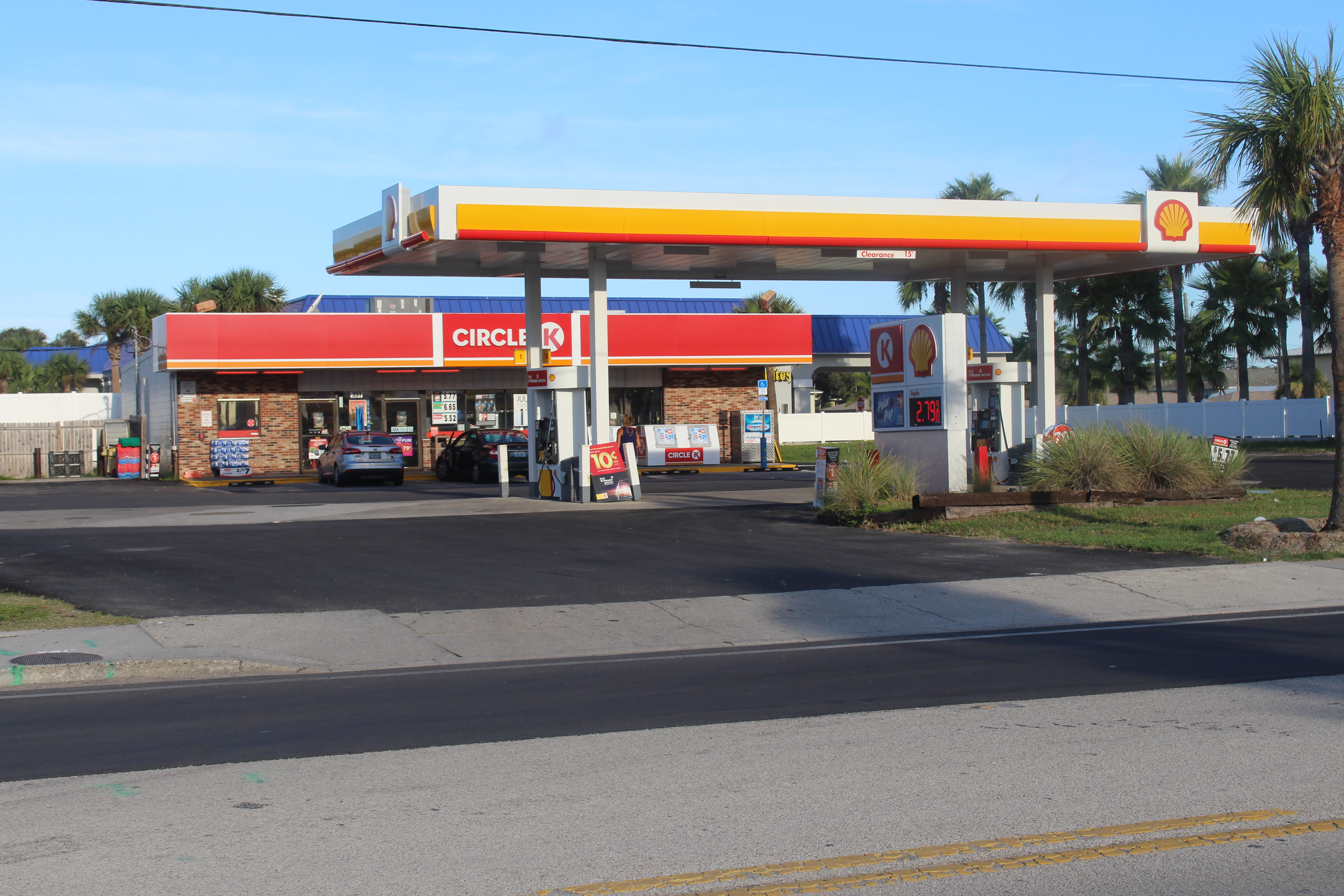
シェル石油に併設のコンビニエンスストア店舗

サークルKは世界各国にフランチャイズ展開（一部の国・地域は直営にて店舗展開）されており、地域によってはサークルKストアーズと契約したマスターライセンシーが広域ライセンサーとして各国のライセンシーにライセンスを供与し、各国のライセンシーが現地ライセンサーとして直営またはフランチャイジーへのフランチャイズ契約にて店舗展開する形をとっている。国や地域、運営会社（現地ライセンシー）によってコンビニエンスストア店舗とガソリンスタンド店舗があるほか、両者の併設店舗もある。また、他ブランドのガソリンスタンドに併設されたコンビニエンスストア店舗も存在する。
現在はアリゾナ州テンピに本社を置くサークルKストアーズが、アメリカ合衆国での商標権を保有し、アメリカ国内の店舗の多くを運営している。アメリカ国外では同社と契約を結んだ、別会社の現地ライセンシーが運営している。現在、同社はカナダに本社を置くコンビニエンスストア本部事業者「アリマンタシォン・クシュタール」の完全子会社となっている。
サークルKの名称はアメリカ合衆国のザ・サークルK・コーポレーション（以下「ザ・サークルK」）の前身であるテキサス州エルパソの食料雑貨店「Kay's Food Stores」（Kay's Drive-In Grocery Store）に由来する。
ザ・サークルKはチェーンを近隣のニューメキシコとアリゾナに拡大するとともに、1957年よりアリゾナ州に本拠地を移した。さらにその後数十年間に行われた一連の買収を通じて小売ネットワークを拡大し、買収した企業の運営する店舗のブランドをサークルKブランドに転換した。これにより1975年までには全米に1,000のサークルK店舗を有した。ザ・サークルKは1979年4月時点では全米第3位のコンビニエンスストアとなっており、12の州で1,158店舗を管理運営。円換算で年商約1,800億円を売り上げていた。
このほか同じく1979年には、ユニーとのライセンス契約により日本でサークルK店舗が設立され、国際市場に参入した。そして1983年には960店舗のユートーテムチェーンの購入により店舗数は2,180店に増加。また2015年にはヨーロッパのガソリンスタンドチェーン店であるスタトイルをサークルKに転換した。前述のとおり、日本を含む諸外国のサークルKの店舗は現地ライセンシーによって運営されており、いずれも現在はアリマンタシォン・クシュタールからサークルKブランドのライセンスを取得している。
1983年に販売を開始した「Thirst Buster fountain」はサークルKの国際的な主力製品の1つで、現在は多くの地域で「ポーラーポップ」（Polar Pop）に改称している。顧客が単一の価格であらゆるサイズを購入できることを特長としている。このポーラーポップブランドは、アリマンタシォン・クシュタールの運営するクシュタールブランドの店舗でも使用されている。
ザ・サークルKは1990年に破産。いくつかの投資ファンドの下に回ったのちに1993年よりインヴェストコープ下で再建を行った。2003年にはアリマンタシォン・クシュタール傘下に入り、現在のサークルKストアーズへ改称した。

## 商標

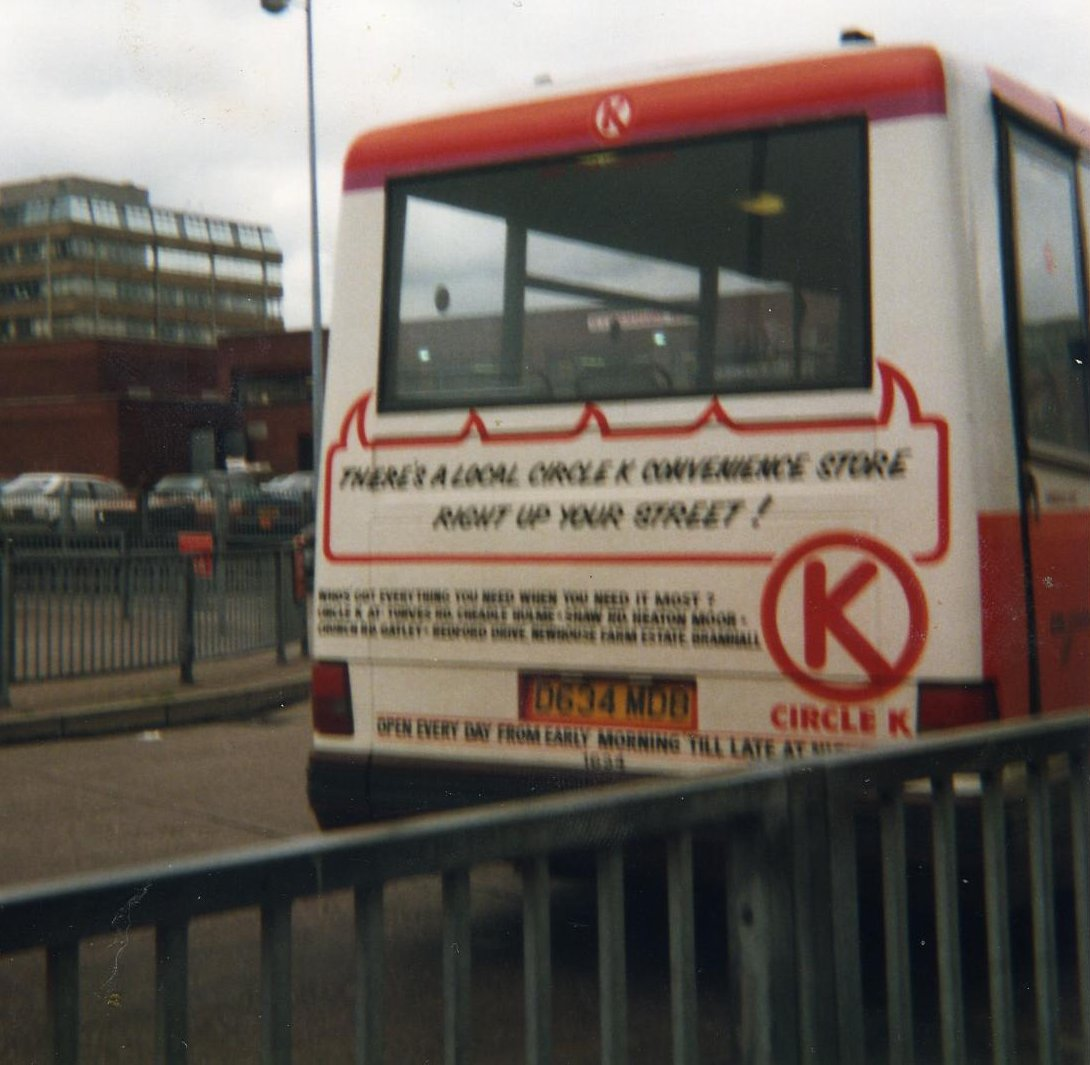
サークルKの広告のバス

現在、多くの国で使われているロゴマークは2015年にリニューアルされたもので、赤地に白の角ゴシック体で「CIRCLE K」と表記（Kは白丸抜き）されているほか、下部に黄色の帯が付される場合（）もある。
このロゴマークになる以前は、アメリカ合衆国など多くの国では赤地の四角形の中に白丸を抜き、その中に赤くKと書かれたもの（）を使用していた。
さらに前、アメリカなど多くの国で1975年から1998年まで使われていた2世代前のロゴマークは、外枠が橙色で内枠が赤い白抜き丸の中に赤くKと書かれたロゴマーク（Ⓚ）であったが、これは牛の放牧で牛の所有者を示す「焼印」の図案化である。なお、日本の店舗では進出から撤退まで一貫してこのロゴマークが使用されていた。台湾ではサークルK（OK便利店）から離脱して独自経営となってからは後述のように赤い四角の中に白い楕円を抜き赤くOKと書かれたロゴマーク（）が使われているが、それ以前は後述の他の中国語圏と同様にOKにちなんだブランドとして展開しながらも通常のロゴマークが使用されていた。
このほか、橙、赤、紫のイメージカラーがかつて各国の店舗で採用されたが、これはザ・サークルK・コーポレーションがテキサス州からアリゾナ州へ本社を移転した後につくられたもの で、アメリカ合衆国アリゾナ州における夕刻の夕日の風景のイメージを表している。このイメージカラーは各国での使用終了後も日本など一部の地域においては撤退まで使用された。
前述したガソリンスタンドのスタトイルの買収直後においてはKのマークの旗（）が3つ並べられていたが、クー・クラックス・クランを連想させるとして早期に真ん中の旗が変更されている。

## 歴史

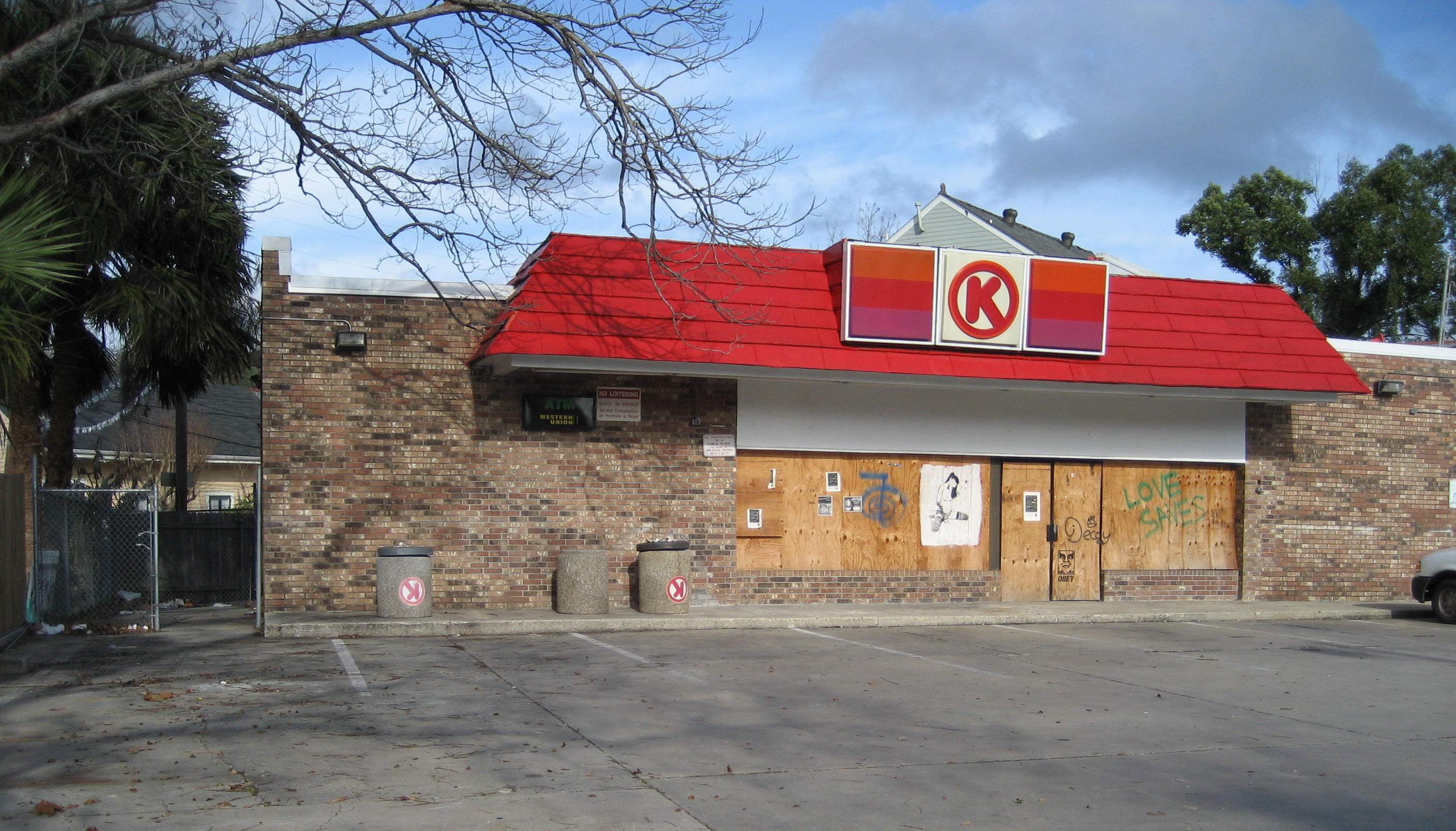
2005年のハリケーン・カトリーナにより閉店したニューオーリンズの廃店舗に残る旧ロゴ。

- 1951年（昭和26年） - 実業家のフレッド・ハーヴェイがテキサス州エルパソのKay's Food Stores（Kay's Drive-In Grocery Storeとも）の3店舗を購入した。これがサークルKの始まりとされる[4][5][6][10]。彼はザ・サークルK・コーポレーション（現:サークルKストアーズ Inc.）を創立した[6][注 1]。
- 1957年（昭和32年） - アメリカ国内にて10店舗に拡大。アリゾナ州に進出するにあたり、日本で撤退まで使用された「Ⓚ」字形のロゴが導入された[6]。
- 1979年（昭和54年）
  - 12月8日 - 日本のユニー株式会社（初代）とザ・サークルK（アリゾナ州フェニックス市）の2社間でライセンス契約(実施権許諾契約、LICENSE AGREEMENT)を締結[10][12]。ユニー株式会社（初代）内にサークルケイジャパン事業部を設置。
- 1980年（昭和55年）
  - 3月15日 - 日本ライセンシーとなるユニー（初代）により日本第1号店（島田店）が愛知県名古屋市天白区大根町に開店[6][10][12][注 3][注 4]。
  - 9月 - 日本ライセンシーであるユニー（初代）をフランチャイザーとするフランチャイズ展開により日本国内フランチャイズ1号店となる自由が丘店が名古屋市千種区に開店。
- 1983年（昭和58年）
  - アメリカにて960店舗のユートーテムを買収し、アメリカ国内の店舗数が2,180に増えた。
- 1984年（昭和59年）
  - 1月 - 当時日本ライセンシーだった（初代）ユニー株式会社の完全子会社として（初代）サークルケイ・ジャパン株式会社が設立[12] され、当時運営していた135店舗を継承。
  - 4月 - サークルKの日本展開における実施権許諾契約がユニー（初代）からサークルケイ・ジャパン（初代）に継承[12]。
- 1985年（昭和60年） - サークルKコンビニエンスストアーズ有限公司により香港1号店が開店。
- 1988年（昭和63年）
  - 9月 - 台湾ライセンシーの眾利超商股份有限公司により台湾へ出店を開始。
- 1989年（昭和64年/平成元年）
  - 1月1日 - 株式の額面変更に伴い、（2代目）サークルケイ・ジャパン株式会社（1973年に設立された株式会社第一製材を、前年に改称していた）が（初代）サークルケイ・ジャパン株式会社を吸収合併し、日本ライセンシーの法人格が異動。
  - オーストラリアライセンシーであるシェルオーストラリアによりオーストラリアへ出店開始[13]。
- 1990年（平成2年）
  - 4月30日 - ザ・サークルKが破産[14]、いくつかの投資ファンド下での再建を模索することとなる。
  - 10月4日 - 韓国ライセンシーのサークルKコリアが大韓民国初出店となるソウル特別市へ出店[15]。
- 1992年（平成4年）11月 - 日本ライセンシーであるサークルケイ・ジャパン（2代目）とザ・サークルKとの間で「商標およびその他の知的財産権売買契約」が締結され、サークルケイ・ジャパン（2代目）が日本国内における「サークルケイ」の商号や「Ⓚ」の商標を買収[10][12]。これにより同社間の「実施権許諾契約」を解消[12]。
- 1993年（平成5年）
  - ザ・サークルKが投資ファンドであるインヴェストコープの下で再建される。
  - 8月 - シェルオーストラリアのライセンス契約解除によりオーストラリアから撤退[13]。
- 1996年（平成8年）
  - 石油精製のトスココーポレーション（英語版） がザ・サークルKを買収。
- 1997年（平成9年）
  - 10月4日 - 韓国ライセンシーの売却による大韓民国撤退が報道[16]。
- 2000年（平成12年）
  - 2月24日 - 環境保全強化店舗のエコショップ、サークルK岐南下印食（ギナンシモインジキ）店が（2代目）サークルケイ・ジャパンにより開店。
- 2001年（平成13年）
  - ザ・サークルKの親会社トスコがフィリップス石油（Phillips Petroleum）に買収された。
  - 7月 - 日本ライセンシーがサンクスの運営会社であるサンクスアンドアソシエイツ株式会社と株式交換方式で経営統合。これに伴い、それまでの日本ライセンシーであった（2代目）サークルケイ・ジャパン株式会社が持株会社の株式会社シーアンドエスとなり、サークルKの事業は、会社分割の上で、新設子会社の（3代目）サークルケイ・ジャパン株式会社が日本でのライセンスを継承。
- 2002年（平成14年） - ザ・サークルKの親会社トスコを買収したフィリップス石油がコノコ（英語版）と合併しコノコフィリップス（ConocoPhillips）となった。
- 2003年（平成15年）
  - カナダのモントリオールに本拠を置きコンビニエンスストアチェーン「クシュタール」を運営するアリマンタシォン・クシュタール（Alimentation Couche-Tard）がコノコフィリップスからザ・サークルKを買収し、サークルKストアーズに改称するとともに自社のブランドとした。
- 2004年（平成16年）9月1日 - 日本ライセンシーである（3代目）サークルケイ・ジャパン株式会社が、株式会社シーアンドエスとサンクスアンドアソシエイツ株式会社を吸収合併し、株式会社サークルKサンクスに改称[17]。
- 2005年（平成17年）
  - ライセンス契約満了に伴い台湾のサークルK（OK便利店）が独立系となる。
  - 3月15日 - 現地ライセンシーによりマカオへ出店開始[18]。
- 2006年（平成18年） - コノコフィリップスが米国内にてサークルKの商標をライセンス。
- 2007年（平成19年） - サークルKから独立していた台湾のOK便利店がOK·MART（OK超商）に店舗名を変更。
- 2008年（平成20年）
  - カナダに再出店開始。
  - ベトナムホールディングスとのライセンス契約によりベトナムへ出店開始。
  - マカオの店舗にICカードの澳門通を導入。
- 2009年（平成21年） - マカオライセンシーによりマカオのサークルKに大西洋銀行のATMを設置開始[19]。
- 2010年（平成22年）3月26日 - マカオライセンシーにより同国内初の24時間営業コンビニとなるマカオ国際空港にサークルK（OK便利店）を開店[20]。
- 2013年（平成25年）
  - 4月11日 - サークルKストアーズと日本ライセンシーであるサークルKサンクスの合弁によりアジアでのブランド管理を行うサークルKアジアの設立が発表[21]。
  - 11月20日 - マレーシアライセンシーであるサークルKマレーシアがサークルKアジアとのライセンス契約によりサークルKのマレーシア国内1号店となるスカイパーク店をスパン空港（セランゴール州）に開店[6][22]。
- 2015年（平成29年）
  - 7月31日 - サークルKアジアへの出資から日本ライセンシーのサークルKサンクスが撤退[23]。
  - 8月12日 - 現地ライセンシーによりコスタリカへの出店を開始。
  - 9月23日 - ヨーロッパに展開するスタトイルとマックスコンビニエンスストアの店舗のサークルKへの転換が発表。
- 2016年（平成28年）
  - 5月3日 - スウェーデンライセンシーであるサークルKスウェーデンによりスウェーデンへの出店を開始。
  - 8月 - 香港の店舗に会員サービスのOK齊齊印を導入。
  - 9月1日 - 親会社の経営統合に伴い、日本ライセンシーである株式会社サークルKサンクスが社名を株式会社ファミリーマート（2代目）に改称するとともに、ユニー・ファミリーマートホールディングス株式会社へ社名を変更することとなった（初代）株式会社ファミリーマート（現在の（3代目）株式会社ファミリーマート）から事業を吸収分割により継承[24]。
- 2017年（平成29年）
  - ポーランドへ出店を開始。
  - モンゴルへ出店を開始。
- 2018年（平成30年）
  - ニュージーランドへ出店を開始。
  - 2月1日 - カンボジアライセンシーのTHグループによりカンボジアへ出店を開始。
  - 11月30日 - 日本における兄弟ブランドであったサンクスとともに日本国内の全店舗のファミリーマートへの切り替えが完了しサークルKが日本から撤退[25]。一部の独自商品はファミリーマートに受け継がれた[25]。
- 2019年（平成31年/令和元年）
  - 5月15日 - フィリピンのサークルKがファミリーマートに転換されることが発表[26][27]。
  - 8月5日 - 中国ライセンシーが蘇寧電器に売却されたことにより中国広東のサークルK（OK便利店）の蘇寧小店への転換が開始され撤退。
- 2020年（令和2年）
  - 8月11日 - スタンダード・コグニション社が開発を手がける、顔認証によらない[28]AI無人決済システムを米国の既存店舗に試験導入することを発表[29]。
  - 11月5日 - 香港のサークルK（OK便利店）事業が利豊（利豐有限公司）の子会社の利亜零售有限公司（中国語版）（CRA）よりアリマンタシォン・クシュタールへ譲渡[30][31]。系列のマカオの店舗もアリマンタシォン・クシュタールでの運営となる[32]。
- 2021年（令和3年）5月5日 - 米国の店舗にてサブスクリプションを開始[33]。
- 2022年（令和4年） - 米国の店舗にてフードロケットと連携して超高速配達サービスを開始[34]。

## 各国のサークルK
撤退した国以外は公式サイトでの表記 にならい、大州ごと（六大州）に分けて述べる。

### 北アメリカ州
北アメリカはサークルK発祥の地であり、ガソリンスタンド店舗・コンビニエンスストア店舗・両者の併設店舗など店舗形態が多岐にわたる。

#### アメリカ合衆国
アメリカ合衆国においては2006年に旧オーナーのコノコフィリップス社がサークルKブランドをライセンスし、西部でガソリンスタンド「サークルK」の運営権を保有している。

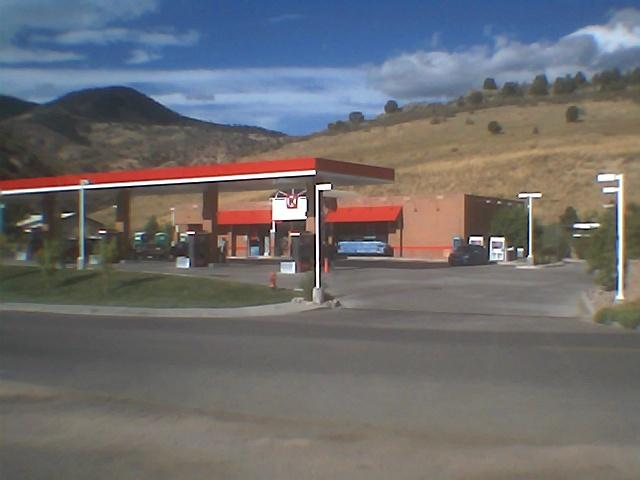
コロラド州モリソンのガソリンスタンド「サークルK」

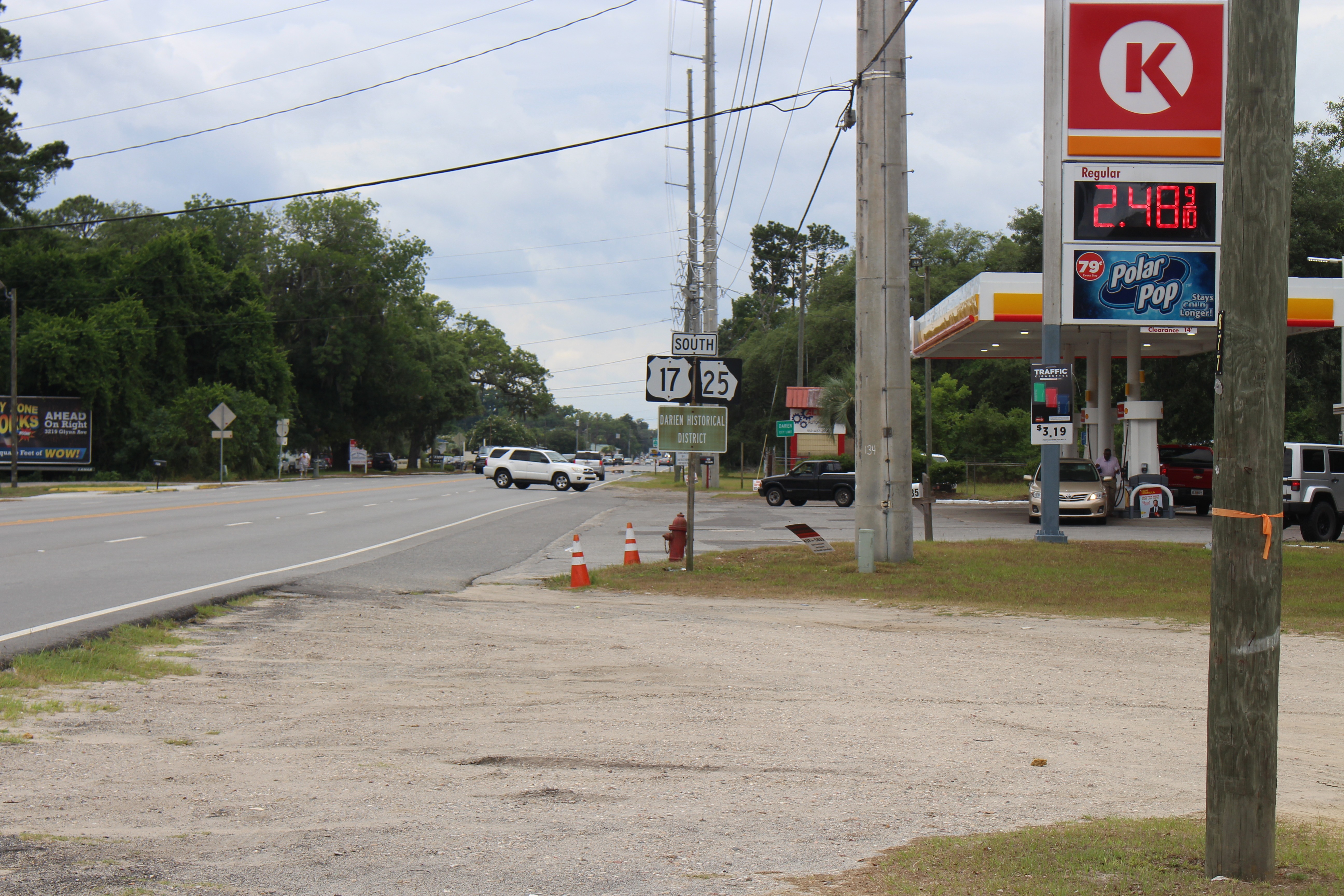
コネチカット州フェアフィールド郡ダリエンのガソリンスタンド「サークルK」

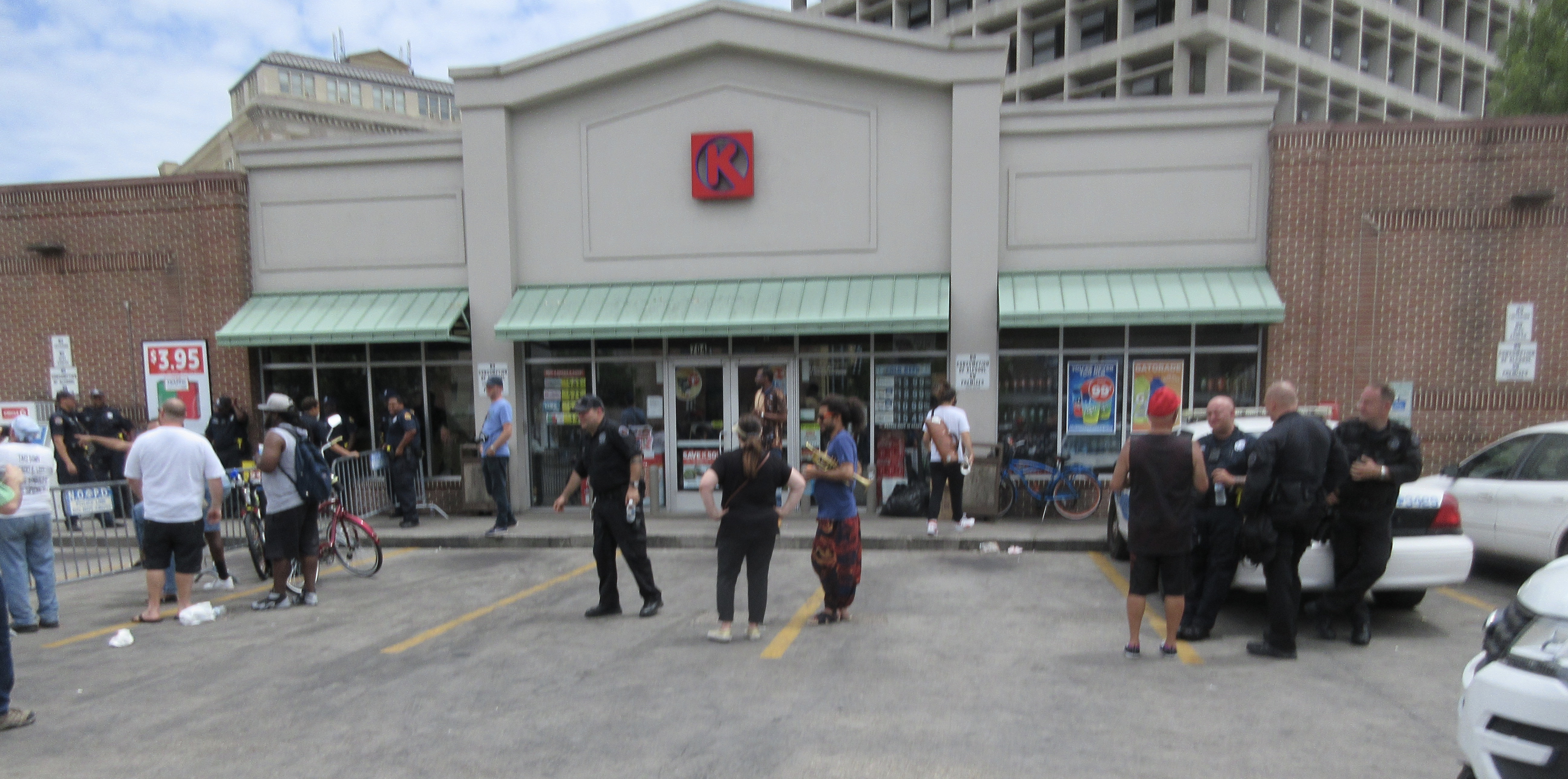
ルイジアナ州ニューオーリンズのコンビニエンスストア「サークルK」

そして当国内のサークルKではコンビニエンスストア店舗・ガソリンスタンド店舗ともに電子マネーのサークル・ケイ・イージー・ペイ（Circle K Easy Pay）が導入されている。

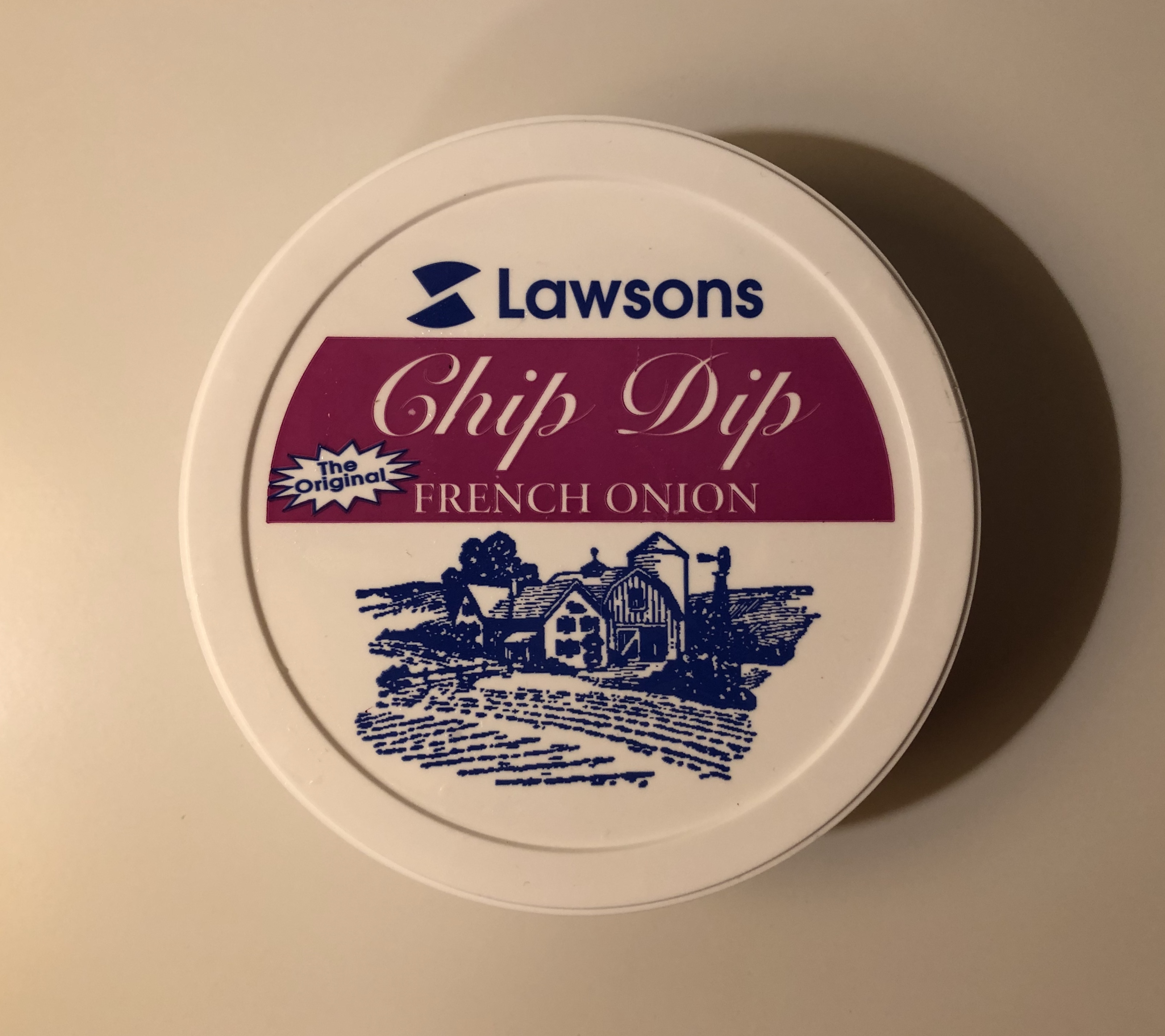
米国のサークルKにて販売されるローソンブランドの商品「Lawson's Chip Dip」

なお、米国のローソン（Lawson）を転換したデイリーマート（Dairy Mart） をサークルKストアーズの親会社であるアリマンタシォン・クシュタールが買収しサークルKに転換しており、この経緯から米国のサークルKではローソンのブランドを冠した商品が販売されている。
また、2015年3月にアリマンタシォン・クシュタールはコンビニエンスストアチェーンを運営する法人であるパントリー（Pantry）を買収しており、同社が運営していたコンビニエンスストアのカンガルー急行（Kangaroo Express）もサークルKに転換している。
2020年にはスタンダード・コグニション社が開発を手がける、顔認証によらないAI無人決済システムを試験導入しレジ無し店舗化、順次他の国の店舗にも拡大する方針であることを発表。新設店舗ではなく既存店舗へのAI無人決済システムの導入は世界初である。
2021年5月5日よりサブスクリプションプログラムを開始した。月額$5.99にて、お茶、コーヒー、フロスタースラッシュ、ポーラーポップファウンテンドリンクのいずれかを毎日1杯飲むことができる。2022年度第1四半期時点で加入者は24,000人に達しており、好調である飲料・食料品事業に引き続き注力するとしている。
2022年にはノースカロライナ州の2店舗を皮切りに、フードロケットと連携して超高速配達サービスを開始した。

#### カナダ
カナダではオーストラリアなどと同じくシェル石油併設の食料品店として展開されてきたが撤退。

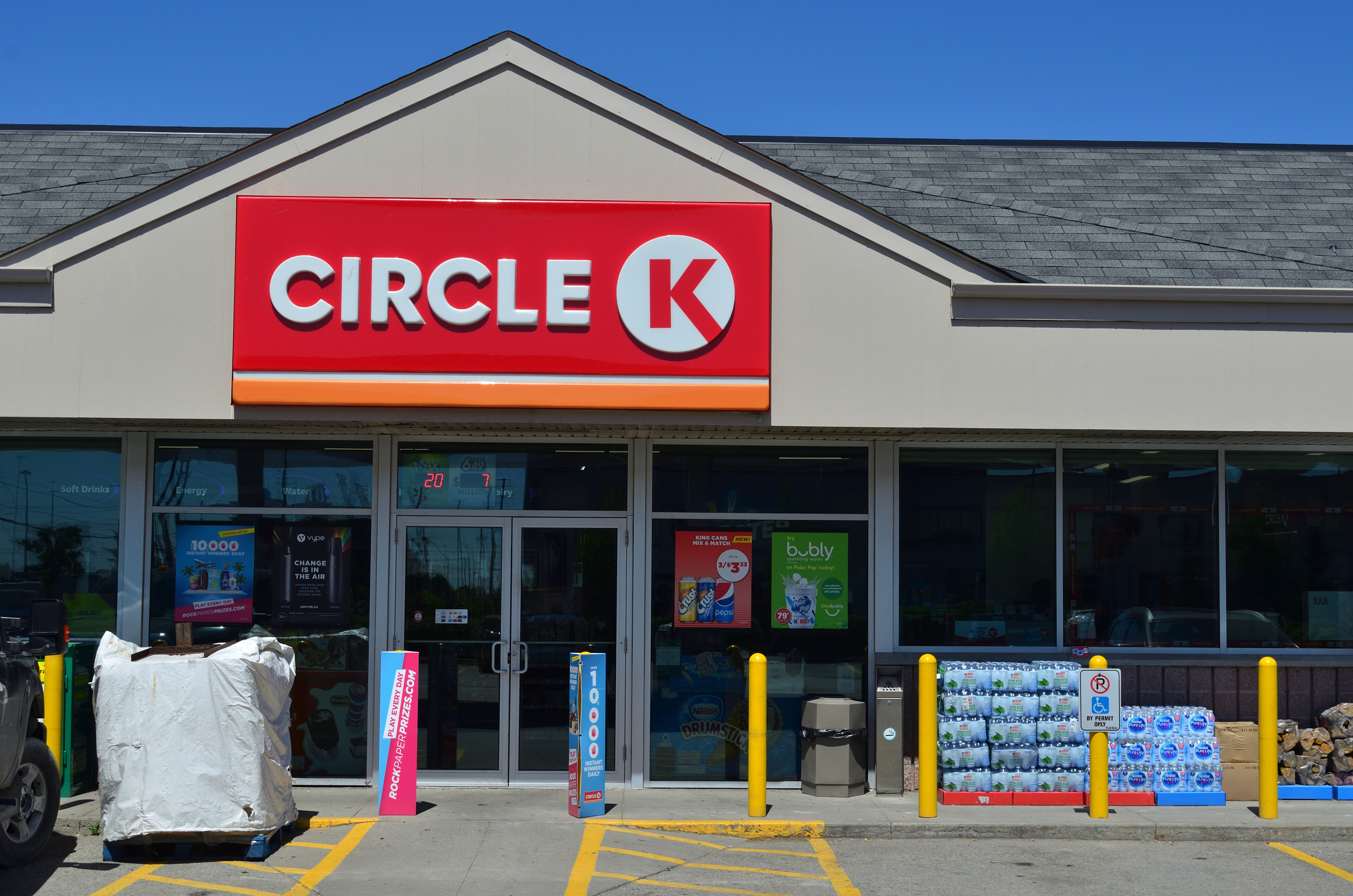
マーカムのサークルK

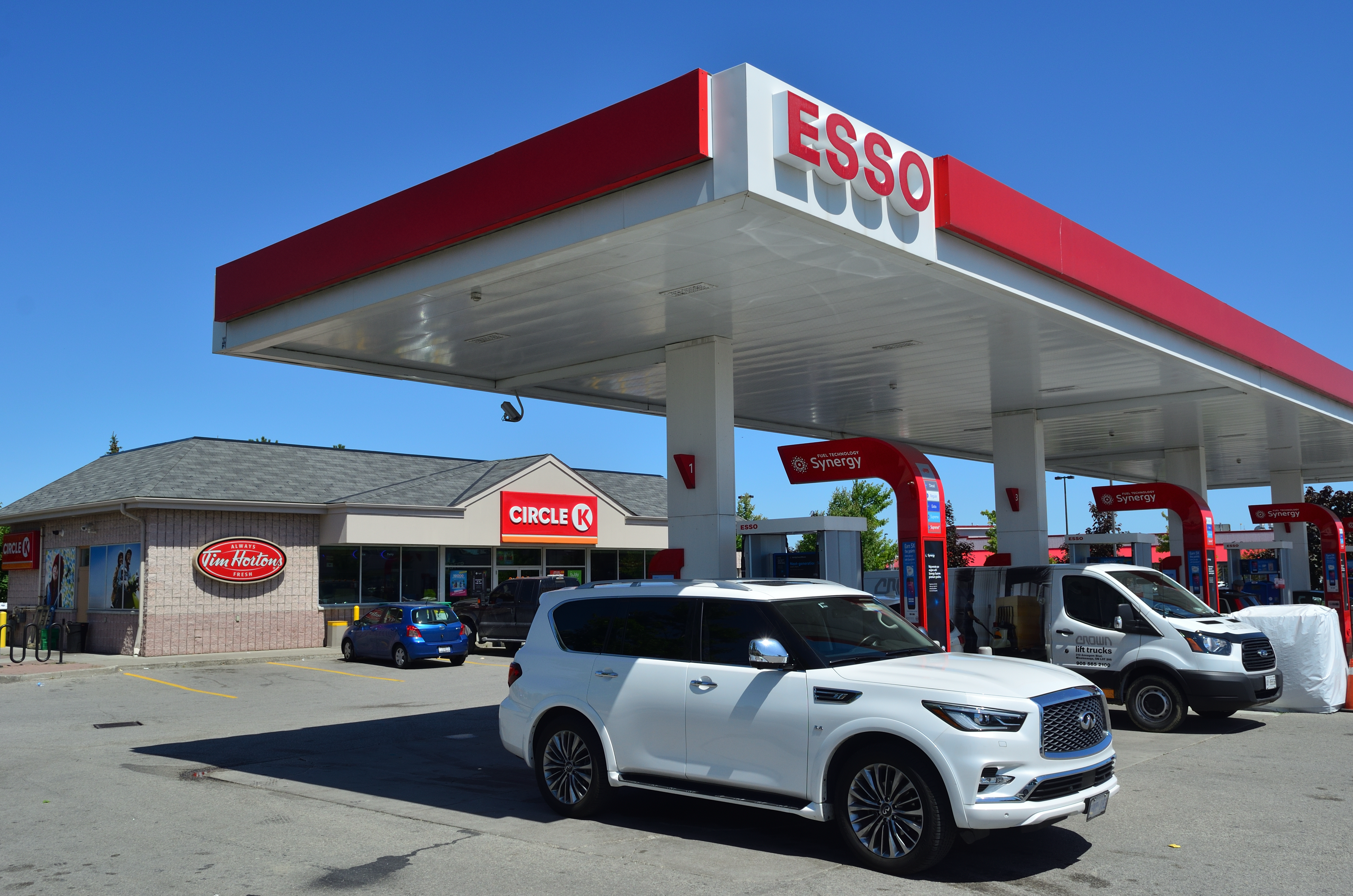
ガソリンスタンドESSO併設店舗（マーカム）

その後、サークルKのブランドを所持するアリマンタシォン・クシュタールがアーヴィングオイルを買収したことにより2008年よりカナダに再出店している。
また、アリマンタシォン・クシュタールがすでに買収していたマックスコンビニエンスストアの店舗を2015年から2018年にかけてサークルKに転換している。
カナダ国内、特にサンダーベイ地区には多数の店舗が出店しており、サークルKは市場の多くを占めている。

#### メキシコ
メキシコではエクストラストアとの提携により出店を開始した。

#### コスタリカ
コスタリカにおいてはデリマート（Delimart）からの転換により2015年に出店を開始した。

#### ホンジュラス
ホンジュラスにおいては、現地ライセンシーであるサークルKホンジュラス(Circle K Honduras)により運営されている。

#### グアテマラ
グアテマラにおいては、ホンジュラスライセンシーであるサークルKホンジュラス（Circle K Honduras）により運営されている。

#### ジャマイカ
ジャマイカにおいてはウィシンコグループ（Wisynco Group）に属するウィシンコフーズ（Wisynco Foods）の傘下のサークル株式会社（）がサークルKを展開している。

### 南アメリカ州
南アメリカへはサークルKは出店していない。

### ヨーロッパ州
ヨーロッパにおいては他ブランドを買収して転換した店舗が多い。なお、ガソリンスタンドのスタトイルからの転換店舗については前述のように、転換直後にK（）が3つ並んだ旗が問題となり、中央の旗が燃料ブランド「miles」の旗に置き換えられている。

#### アイルランド
アイルランドではガソリンスタンドのトパーズを買収し出店を開始した。

#### イギリス
イギリスにおいてもオーストラリアなどと同様にシェル石油併設の食料品店として展開されてきたが撤退。
その後2018年より再度出店している。

#### スウェーデン

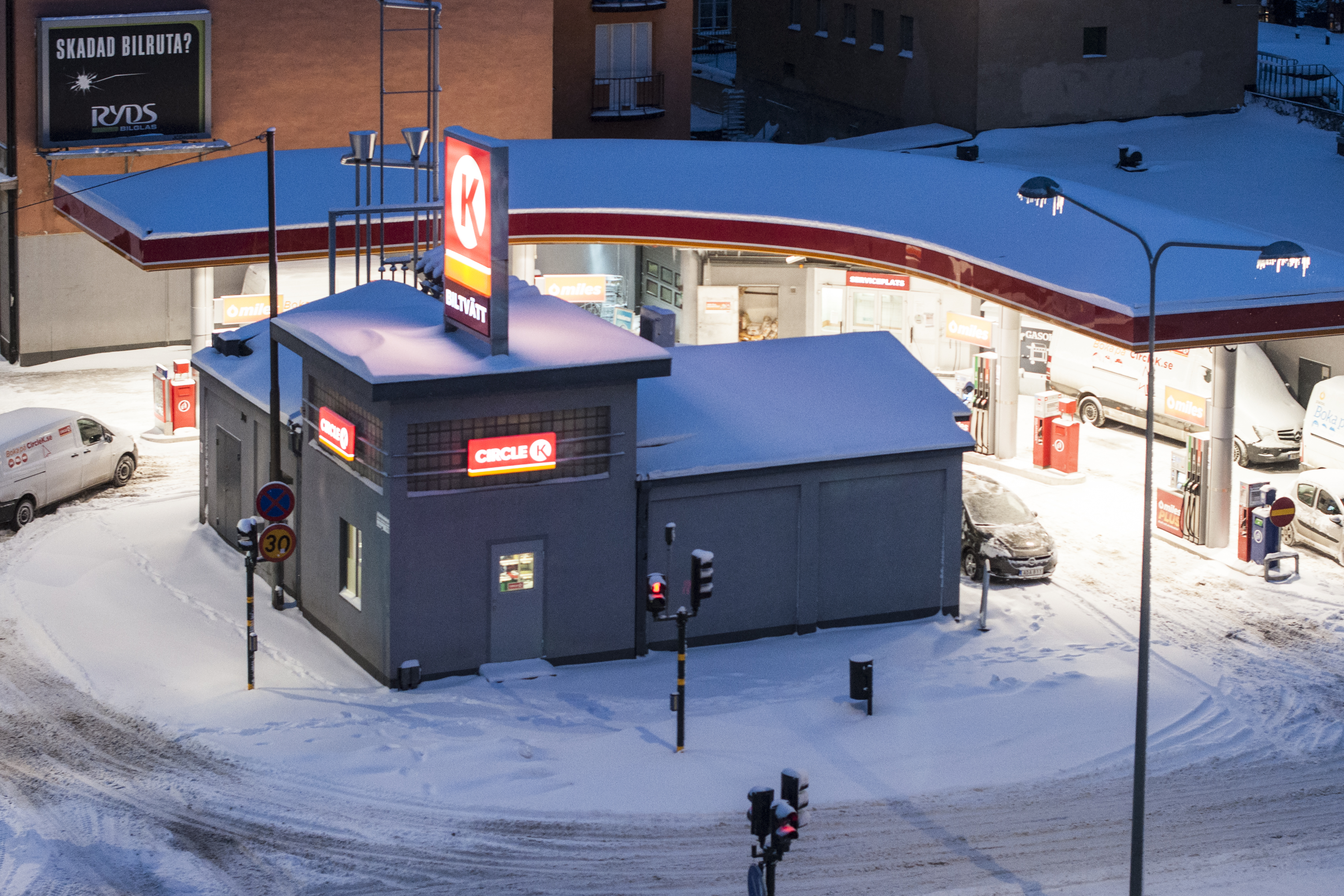
ストックホルムのサークルK

スウェーデンにおいてはサークルKスウェーデン（Circle K Sverige AB）により2016年よりガソリンスタンドを主力事業として店舗展開されている。

#### ノルウェー

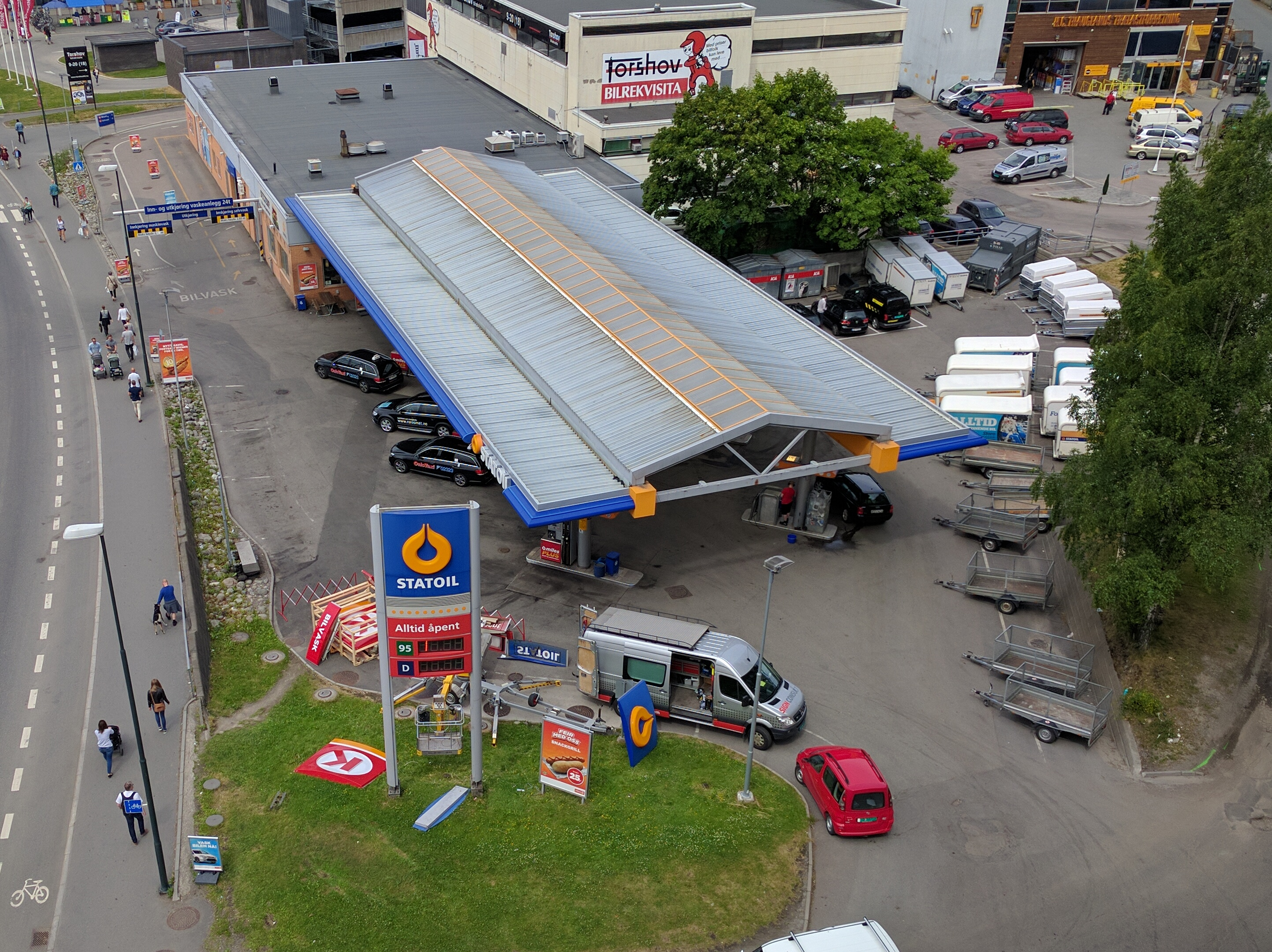
サークルKへの転換工事中のスタトイル（オスロ）

ノルウェーにおいてはスタトイルからの転換により2016年から出店を開始した。

#### エストニア

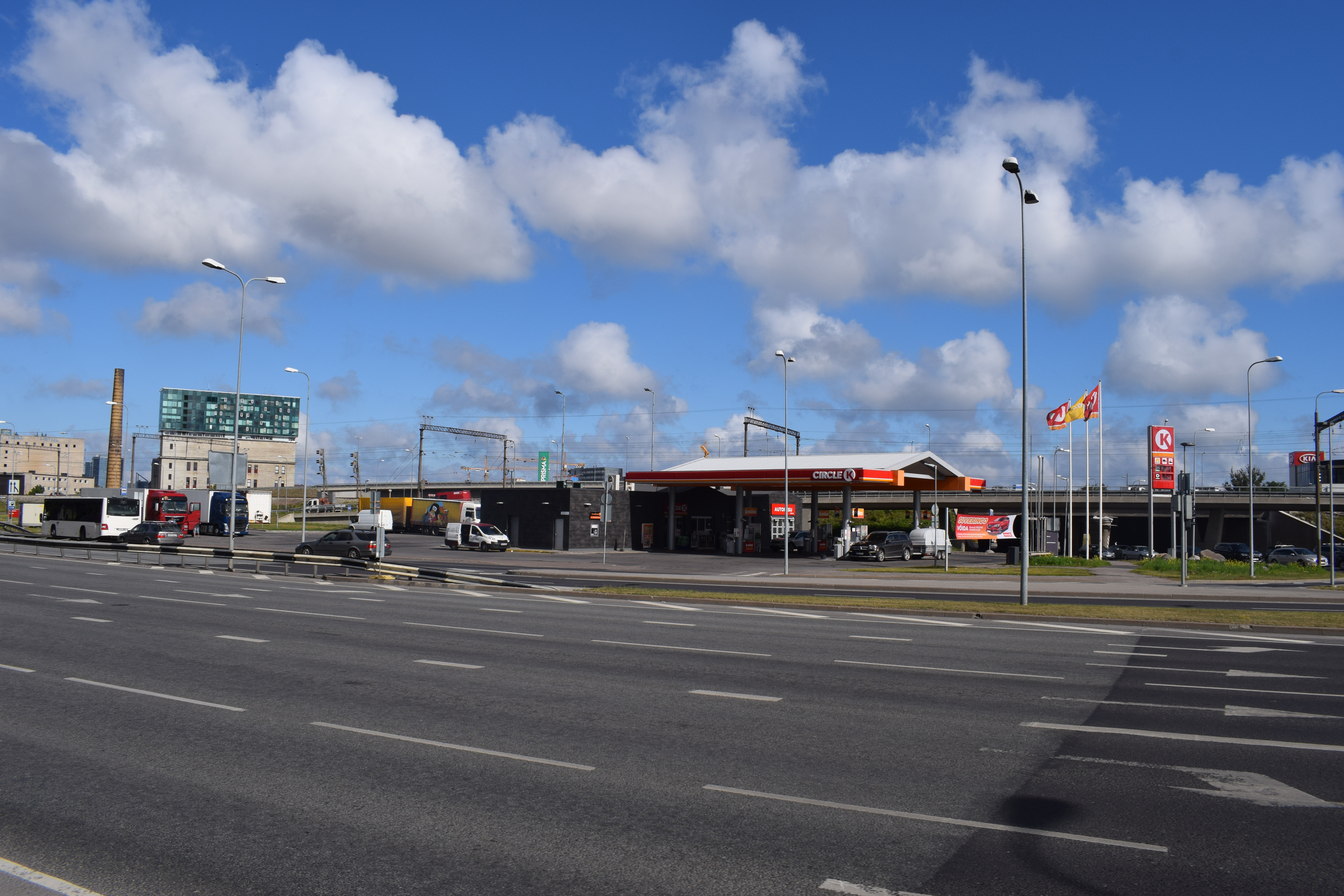
ヤルヴェヴァナ通りのサークルK

エストニアにおいてはサークルKエストニア（Circle K Eesti AS）により店舗展開されている。同社の決算日は4月30日である。

#### ポーランド

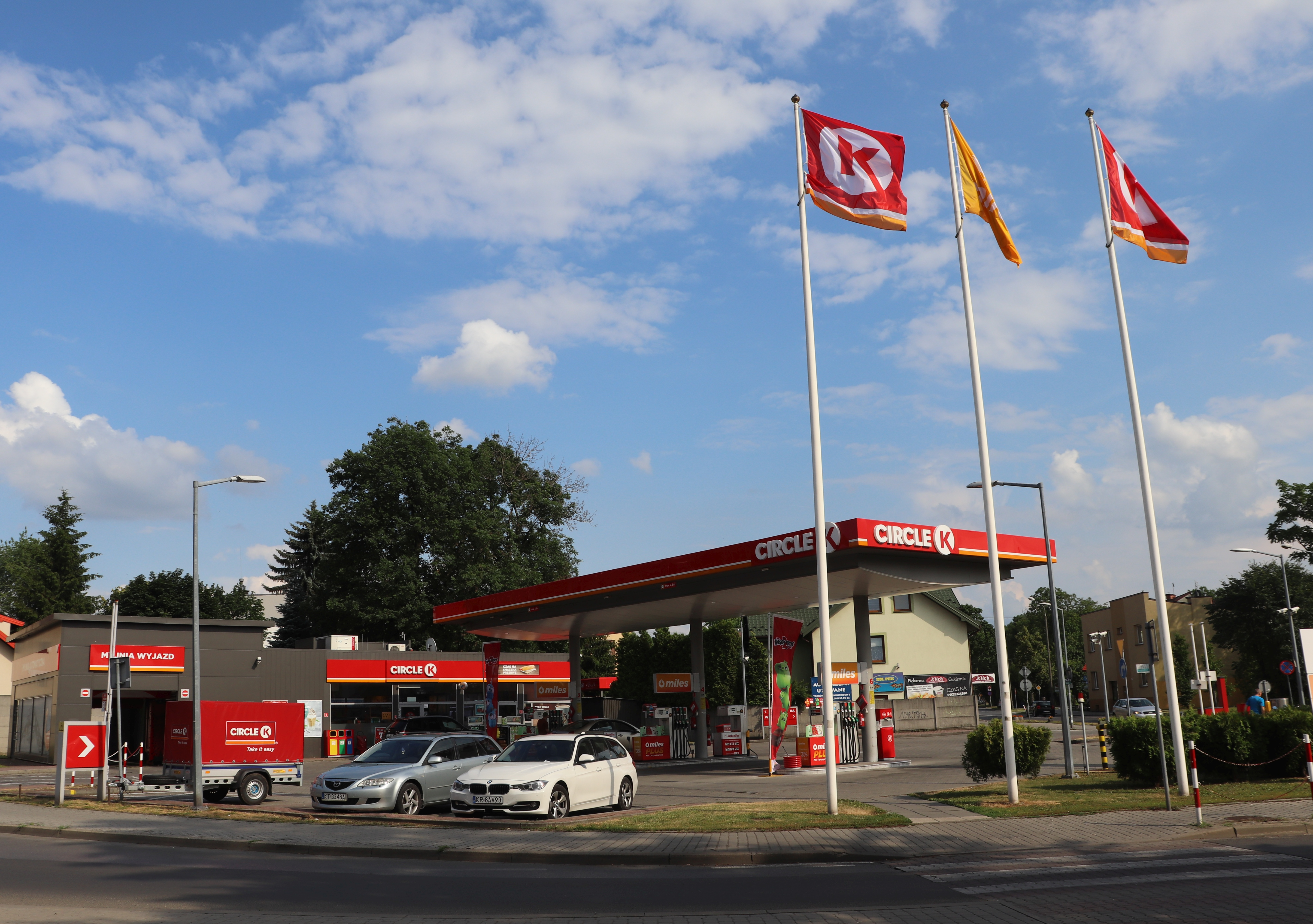
タルヌフのサークルK

ポーランドにおいてはスタトイルからの転換により2017年から出店を開始した。

#### リトアニア

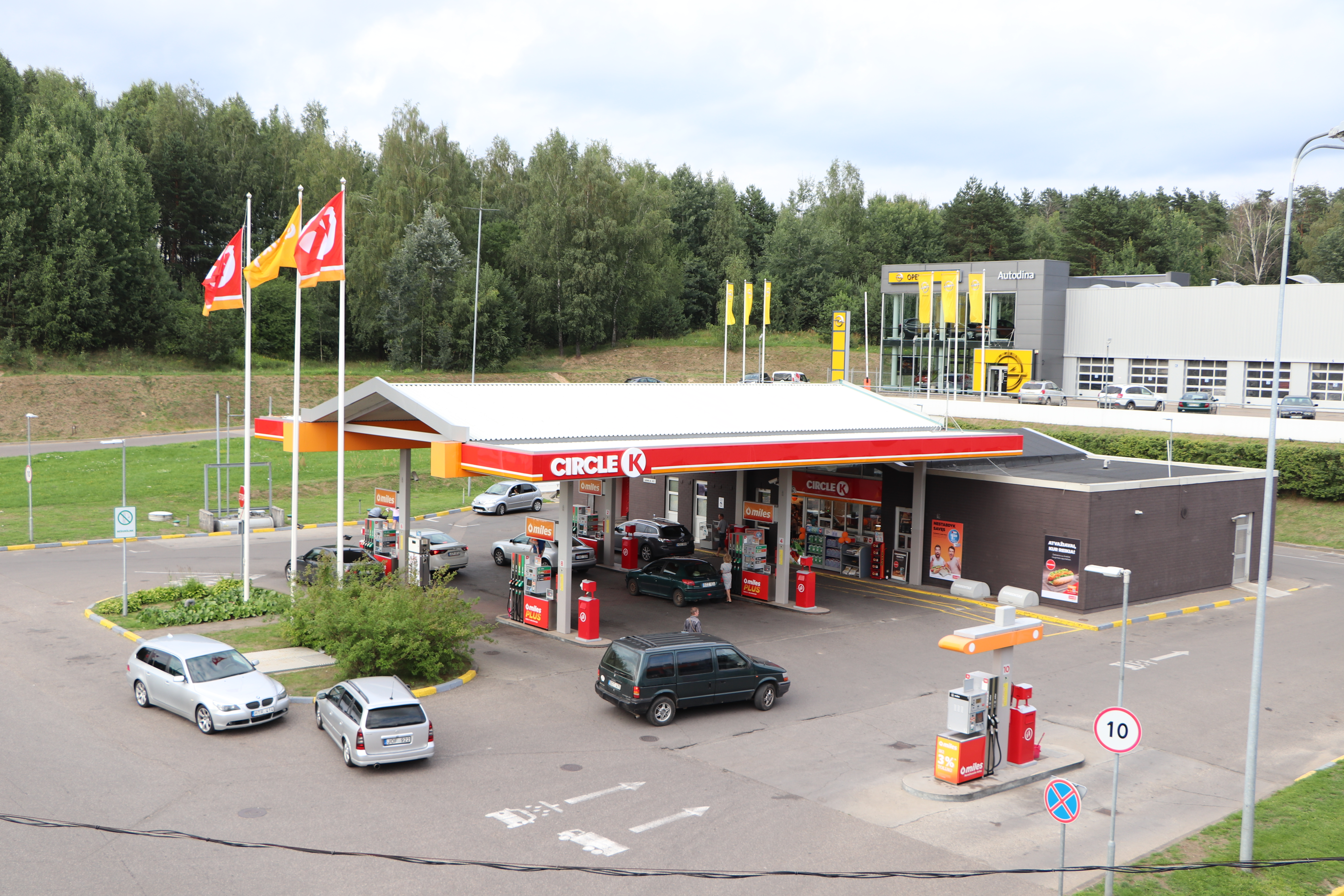
ヴィリニュスのサークルK

リトアニアにおいてはスタトイルからの転換によりガソリンスタンドを出店。

#### デンマーク
デンマークにおいては、現地ライセンシーであるサークルKデンマーク（Circle K Denmark A/S）により運営されている。

#### ラトビア
ラトビアにおいては、現地ライセンシーであるサークルKラトビア（Circle K Latvia SIA）により運営されている。

#### ロシア
ロシアへは2012年より 出店を開始。

### アフリカ州
アフリカへはエジプトのみ出店している。

#### エジプト
エジプトではサークルKエジプト（Circle K Egypt）がサークルKを展開している。

### アジア州
アジアにおいては中国語圏など一部の地域を除いてサークルKストアーズと日本ライセンシーのサークルKサンクス（のちのファミリーマート (2代)）の合弁（50%ずつ出資）により設立されたサークルKアジア（Circle K Asia）がマスターライセンスを保有している。サークルKアジアは各国・各地域の現地企業と組み、インドネシア、ベトナム、マレーシア、フィリピン、米領グアムの5カ国・地域で約620店を展開した。なおサークルKサンクスはのちに合弁を解消し、サークルKアジアの株式をサークルKストアーズへ売却している。また、中国語圏では「サークル・ケイ」は発音が難しいことやロゴの「Ⓚ」（○の中にK）が「OK」と分解できることから通常はOKにちなんだ名で呼ばれており、店名も中国語表記でOK便利店としている。

#### 香港
香港へは1985年に出店を開始。他の中国語圏同様OKにちなんだブランド名が付された。

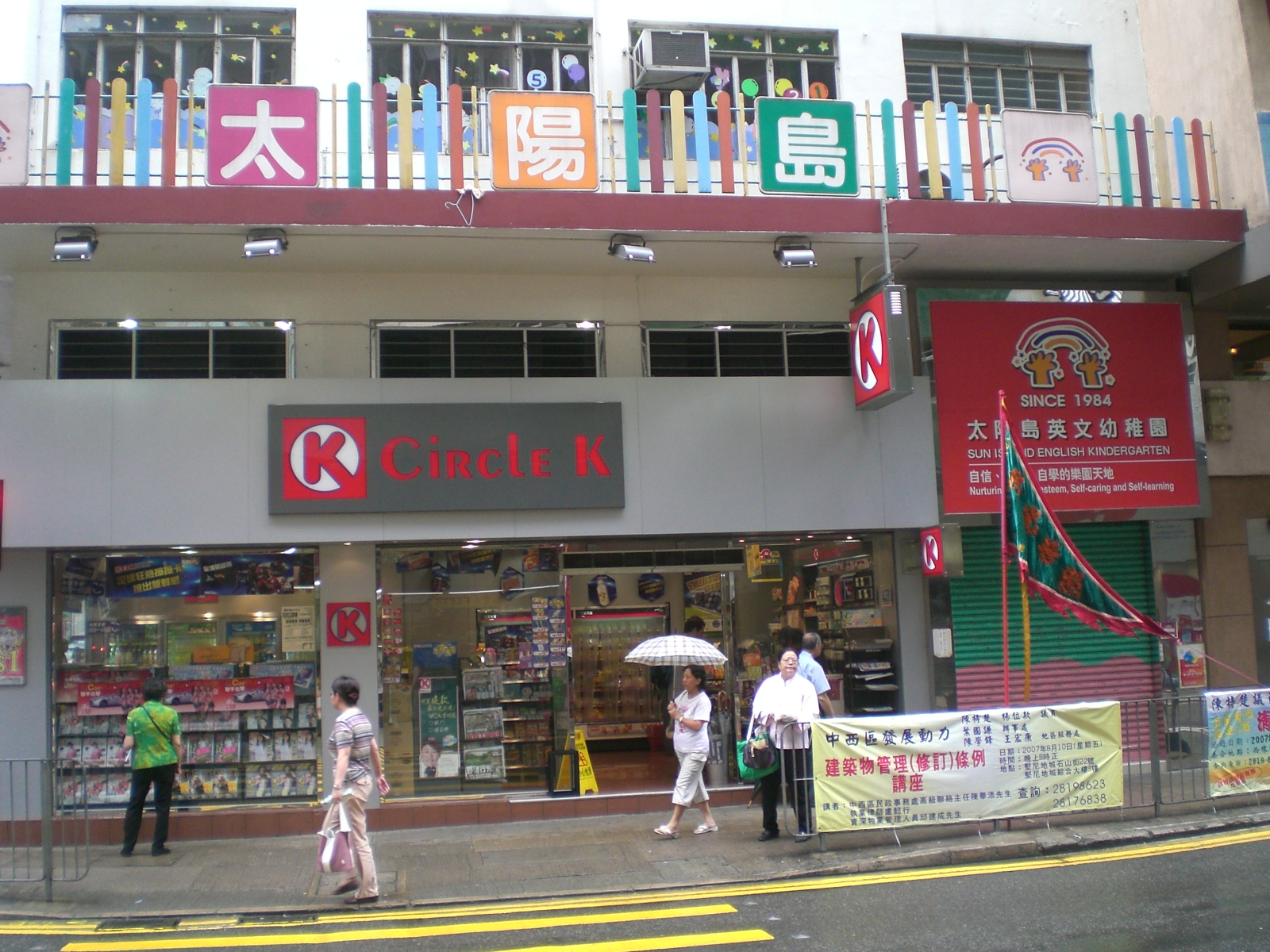
ケネディタウンにあるサークルK（OK便利店）

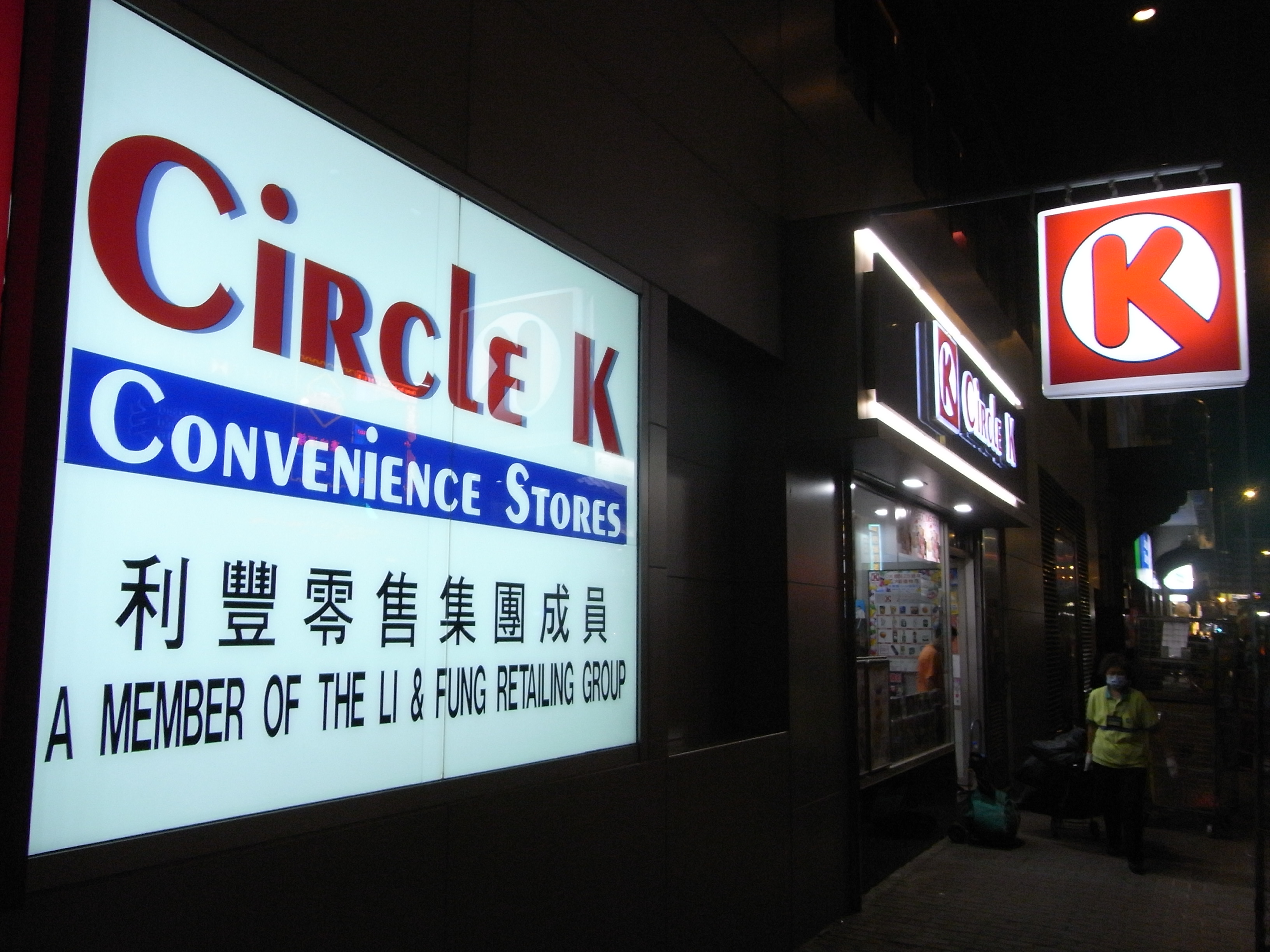
長沙湾のサークルKの看板

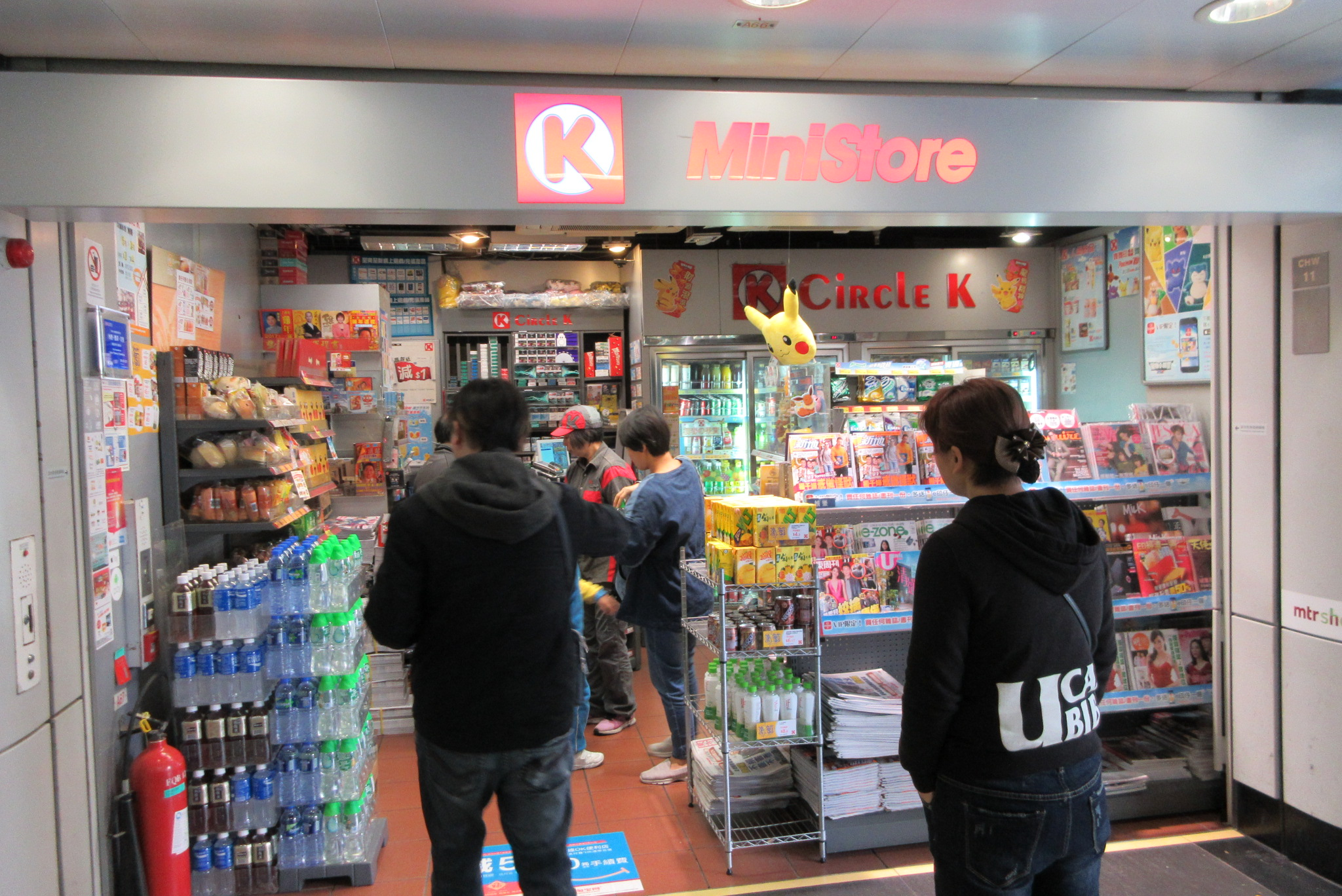
小型店「サークルKミニストア」

香港ではセブンイレブンとともに2大コンビニエンスストアのうちのひとつになっている。
香港のサークルKはアリマンタシォン・クシュタールが直営で運営している。2020年までは利豊有限公司（利豐有限公司）の子会社の利亜零售有限公司（Convenience Retail Asia Limited、通称:CRA）によりOK便利店として運営されていた。さらに以前は中国広東へも利亜零售がOK便利店を展開していたが、売却により蘇寧小店へ転換された。この他、利亜零售が出資する合弁の子会社によりマカオへもOK便利店が展開されており、香港と同時にアリマンタシォン・クシュタールによる直営となった。台湾でも他社により香港などと同名のOK便利店が展開されていたが、こちらはサークルKとのライセンス契約が終了しOK超商に改称されている。なお、利亜零售はサークルKの香港進出当初にはサークルKコンビニエンスストアーズ有限公司を名乗っており、当時のサークルKのマスターライセンサーであるザ・サークルK、日本ライセンシーであるサークルケイ・ジャパンの親会社のユニー、現地企業の利豊零售の3社による出資であった。
2000年にはいくつかのフランチャイズ店舗を直営店舗に転換した。
OK便利店ブランドのほか、小型店舗はサークルKミニストア（Circle K MiniStore）として運営されている。
また、香港の店舗では会員サービスとして2016年8月よりOK齊齊印を導入している。

#### マカオ
マカオにおいては2005年3月15日に出店を開始。当初は香港の利亜零售有限公司（CRA）とマカオの澳門工藝有限公司の合弁会社である澳門OK便利店有限公司がOK便利店を運営していた が、2020年に香港の店舗と同じくアリマンタシォン・クシュタールによる直営となった。
2008年にコンビニエンスストアとしては初めて澳門通を導入、マカオのコンビニエンスストア初となるICカード決済に対応した。また、2009年より大西洋銀行のATMが設置され、マカオでは初めてのATM設置のコンビニエンスストアとなった。
2010年3月26日に開店したマカオ国際空港1F（出発ロビー）の店舗はマカオで初めての24時間営業のコンビニエンスストアである。
なお、一部の店舗ではマカオテレコムのWi-Fiを設置しているが、こちらもマカオのコンビニエンスストアとしては初めてのサービスである。

#### インドネシア
インドネシアではサークルKアジアとのライセンス契約によりCircle Kの出店を開始。

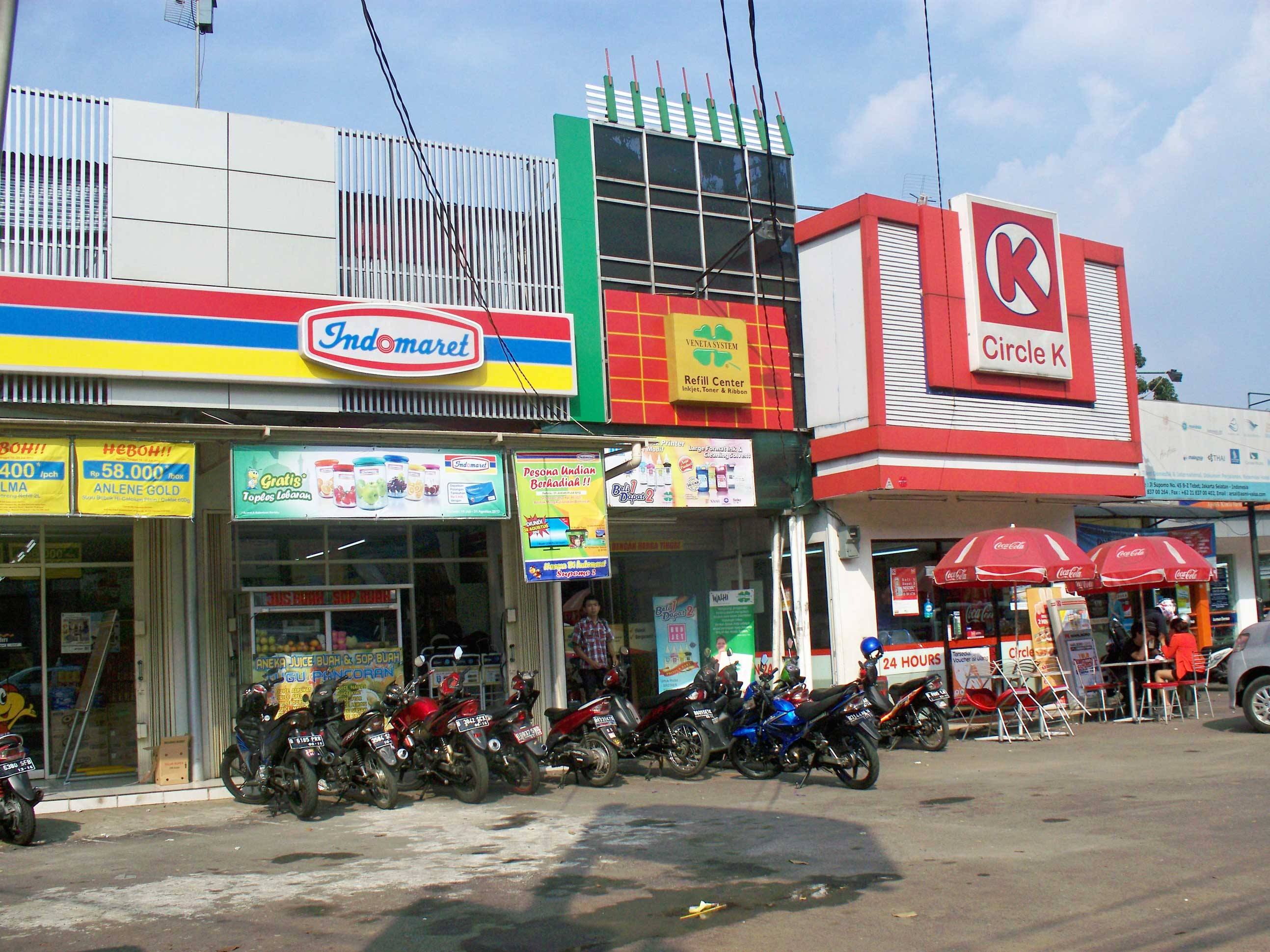
ジャカルタのサークルKならびに競合店のインドマレット

競合店であるアルファマートやインドマレットとともに、24時間営業の酒類・タバコ取扱店として店舗を展開している。

#### マレーシア
マレーシアにおいてはサークルKアジアとのライセンス契約により、モファスグループ（Kumpulan Mofaz Sdn Bhd）のサークルKマレーシア（Circle K (Malaysia) Sdn Bhd）が2013年からサークルKの店舗を展開している。

#### モンゴル
モンゴルにおいては2017年より出店を開始した。

#### ベトナム
ベトナムにおいては、ベトナムホールディングス有限公司（のちにチャイナマイクロエレクトロニクステクノロジー集団有限公司、チャイナキンハイインターナショナル集団有限公司を経て現在はチャイナソフトパワーテクノロジー集団有限公司）がサークルKアジアとのライセンス契約を締結し2008年に出店開始。現在のライセンシーはレッドサークル株式会社（通称:サークルKベトナム）である。

#### カンボジア
カンボジアにおいてはTHグループにより2018年に出店を開始した。

#### アラブ首長国連邦

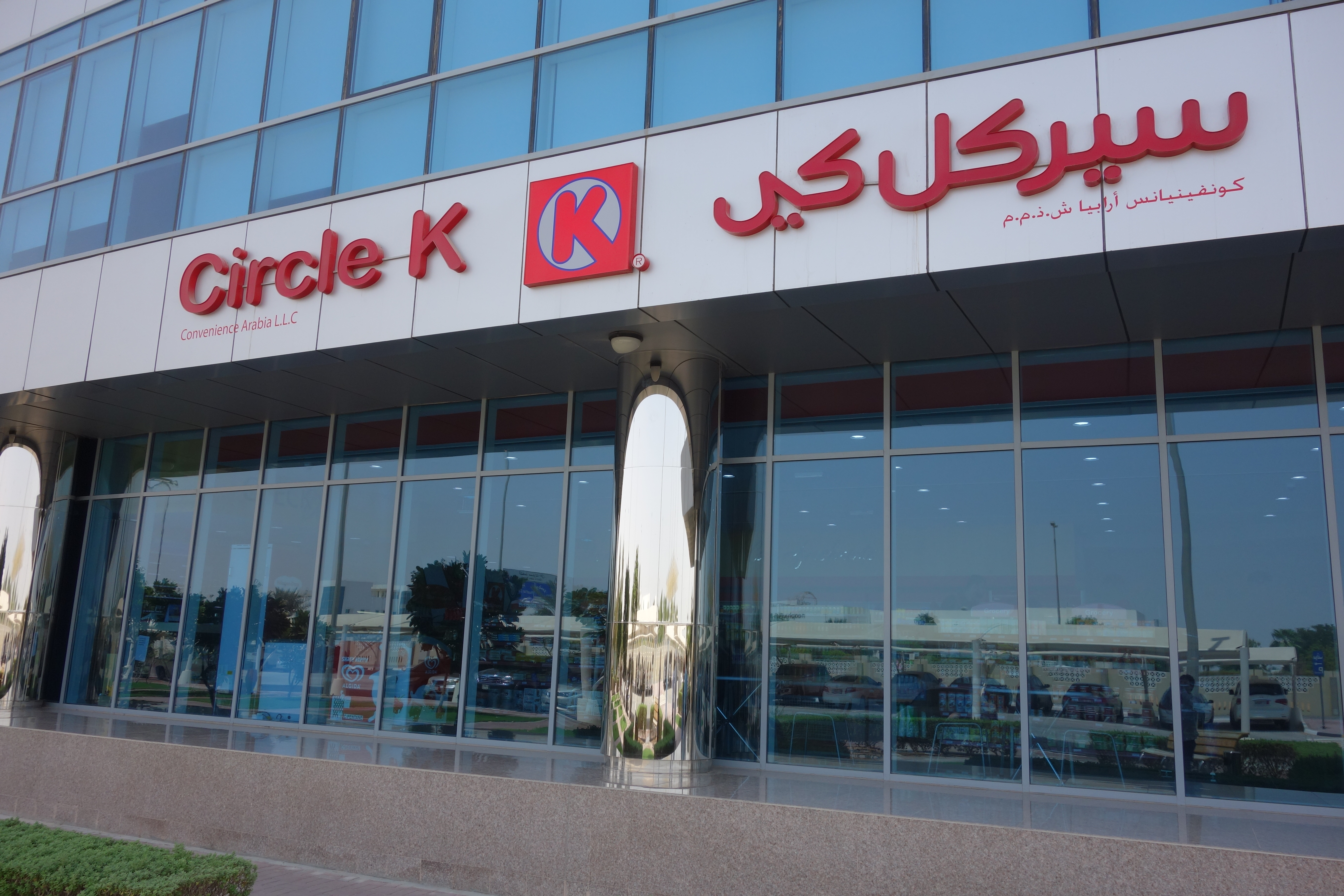
アブダビのサークルK

アラブ首長国連邦のサークルKにおいてはアラビア語表記のسيركل كايの他に外国語表記としてCircle Kの表記もみられる。

#### サウジアラビア
サウジアラビアのサークルKはアレサイリテールグループ株式会社（Alesayi Retail Group LTD.）が展開している。

### オーストラリア州
オセアニアにおいて、現在残っている店舗はすべて21世紀に入ってからの出店である。20世紀に出店していた店舗は一度すべて閉店または他ブランドへ転換している。

#### ニュージーランド
ニュージーランドにおいては過去にも一度出店していたが撤退し、2018年より再出店を開始した。

#### グアム

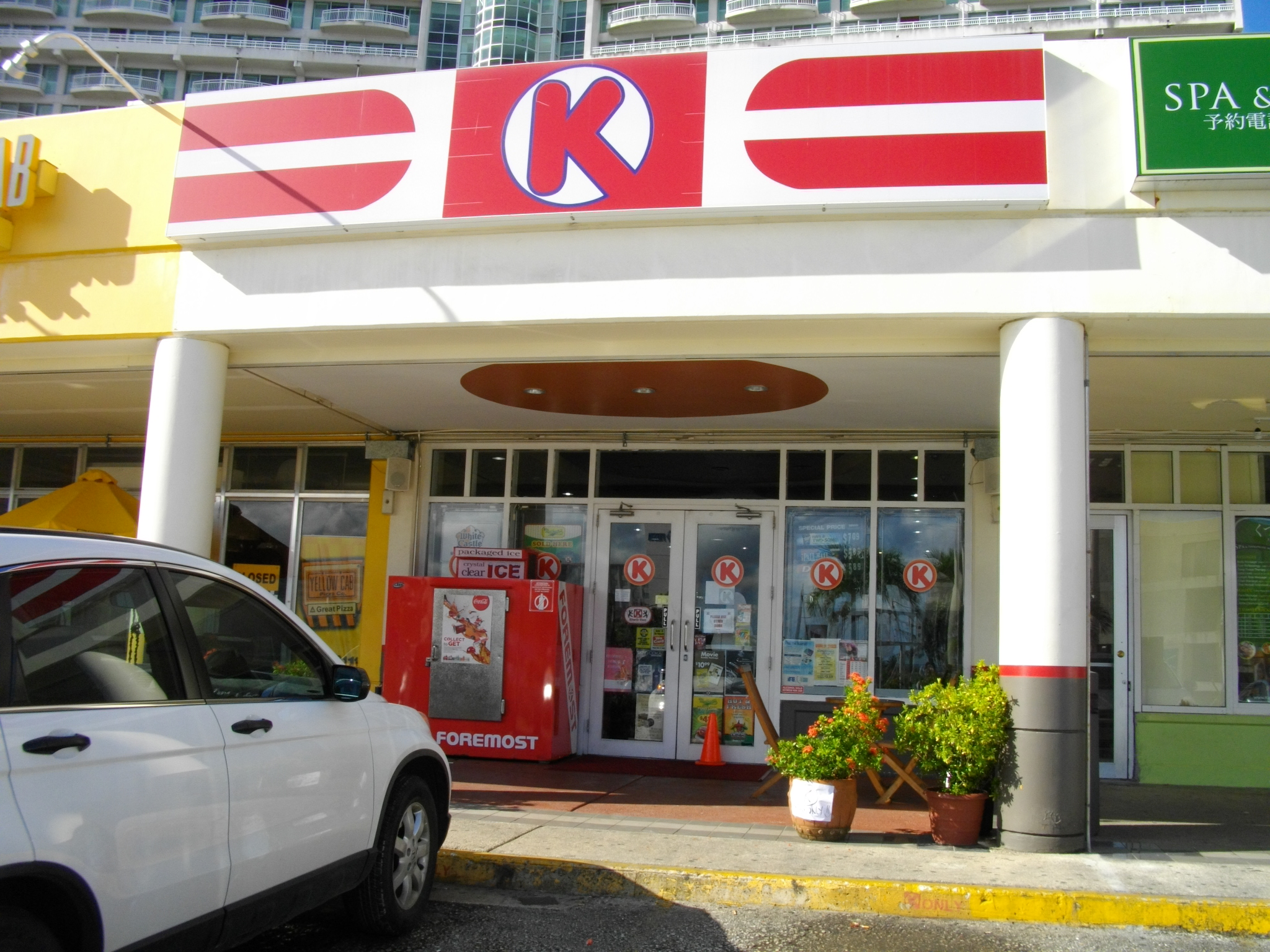
タモンのサークルK

グアムにおけるサークルKは、サウスパシフィックペトロリアムコーポレーション(South Pacific Petroleum Corp.)によるサークルKアジアとのライセンス契約により出店・運営がなされている。
1世代前のロゴマーク（）と2世代前のロゴマーク（Ⓚ）が併用されている。

### 撤退した国
撤退した国（撤退後に再出店している国を除く）については数が少ないことから大州区分をせず国ごとに撤退順に並べる。

#### オーストラリア
オーストラリアでは1989年よりカナダやイギリスと同様のシェル石油併設の食料品店としてシェルオーストラリア（Shell Australia）により展開されていたが、1993年にサークルKとのライセンス契約が解除されてシェルセレクト（Shell Select）に転換され、ほかの2か国と同様に撤退した。

#### 大韓民国
韓国では1989年にソウル特別市に出店したが、1997年にハンファグループに店舗を売却しCスペース（C SPACE）に転換されている。

#### 台湾
台湾のサークルKはザ・サークルKと豊群企業集団との合弁で設立された衆利超商股份有限公司（眾利超商股份有限公司）により、他の中国語圏と同じくOK便利店として1988年9月より出店。そして同社は1988年中に富群超商股份有限公司へ改称している。なお便利店は中国本土でコンビニエンスストアを指す言葉であり、台湾においては便利商店がコンビニエンスストアを指すが、サークルKは台湾においてもOK便利店として展開された。

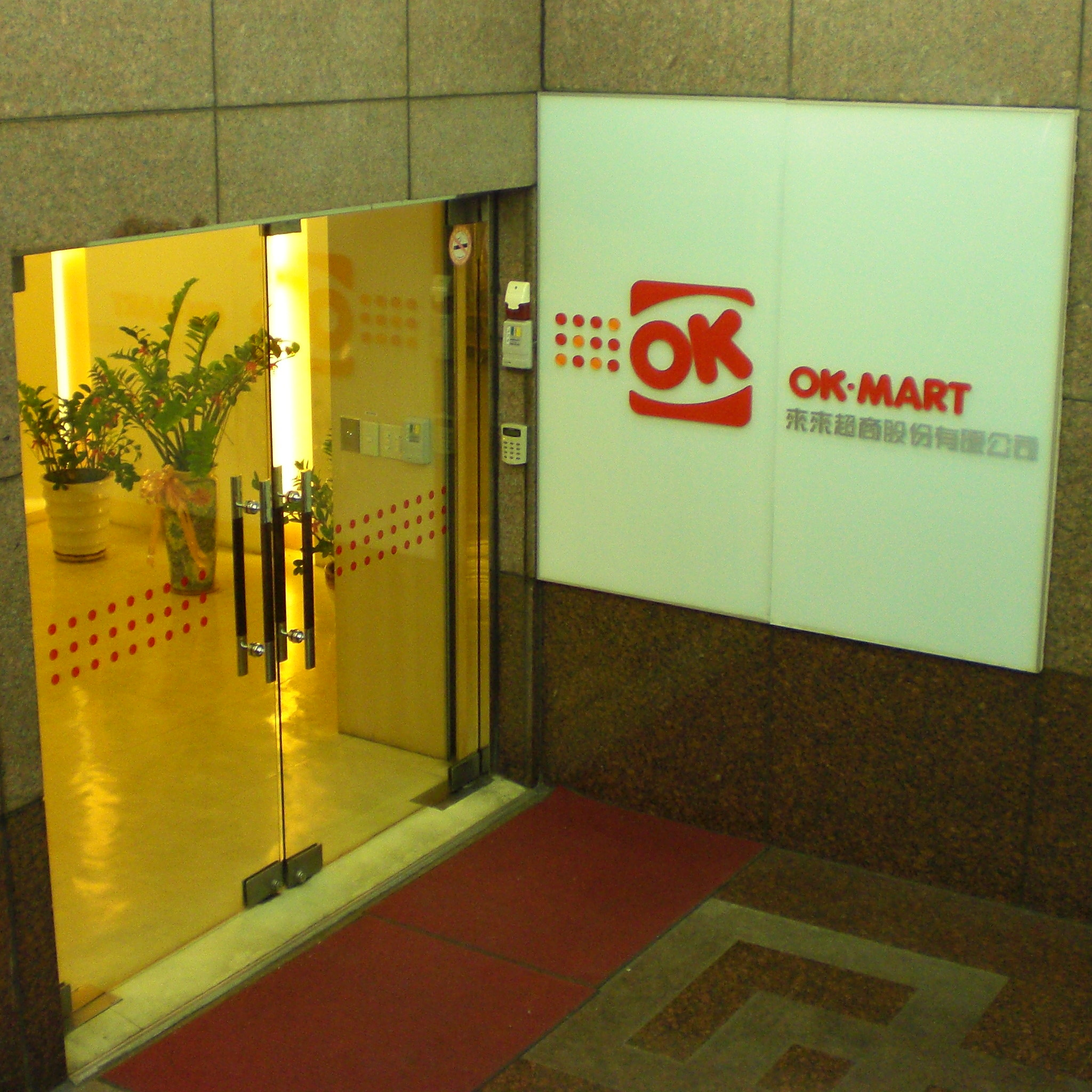
来来超商の本社

当初は都心部に直営店舗を展開し、1998年よりフランチャイズ店舗の展開を開始した。
しかし2005年にサークルKストアーズとのライセンス契約が満了、同社も来来超商股份有限公司（來來超商股份有限公司）に社名変更するとともにロゴマークもOKをベースとした台湾独自のもの（）に変更した。
のちの2007年12月末にOK超商（OK·MART）に店舗名を変更。引き続きOKのブランドを使用するものの、サークルKとの直接の関係はない。
OK超商となってからは株式会社ロイヤリティマーケティング（三菱商事株式会社の子会社）と東森整合行銷股份有限公司が合弁で展開するポイントカード「得易Ponta」を導入するなど、サークルKとは異なる施策をとっている。

#### 日本

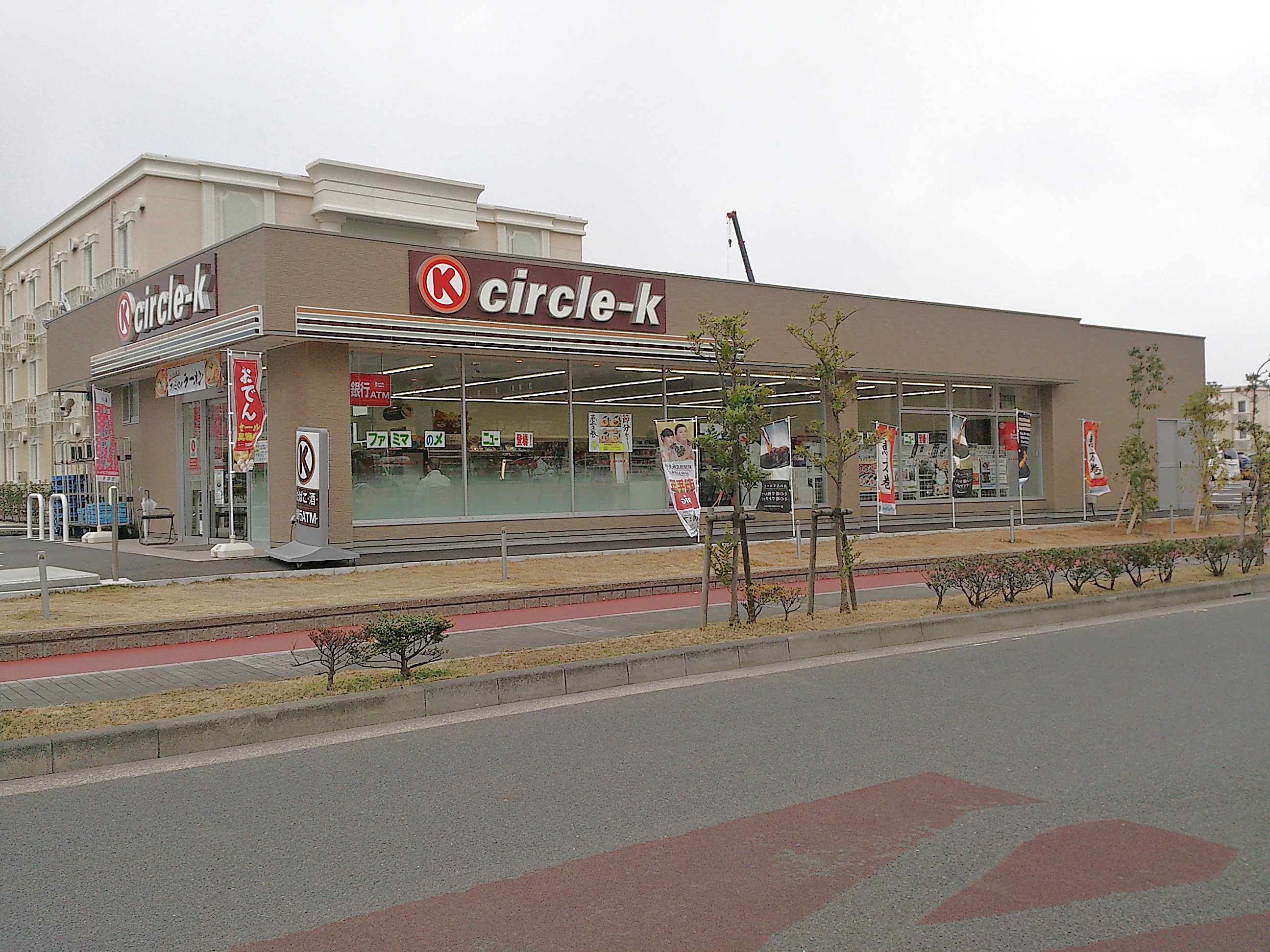
サークルＫシーサイド新浦安店

日本におけるサークルKの運営はユニー株式会社（初代）によるライセンス契約によって始められ、その後同社より分社されライセンシーがサークルケイ・ジャパン株式会社（初代）→サークルケイ・ジャパン株式会社（2代）→サークルケイ・ジャパン株式会社（3代）という変遷をたどったのちに、同社がサンクスを運営する株式会社サンクスアンドアソシエイツと経営統合したことにともなって同社の社名が株式会社サークルKサンクスとなり、さらにユニーのファミリーマートとの経営統合にともない同社の社名が株式会社ファミリーマート（2代）となった。日本国内では1980年に出店を開始し、2018年にファミリーマートにブランド転換されて消滅した。なお、日本国内のサークルKのブランドは、1993年にサークルケイ・ジャパン株式会社が米ザ・サークルK・コーポレーションから商標を買収しているため現在でもファミリーマートが商標を持っている。

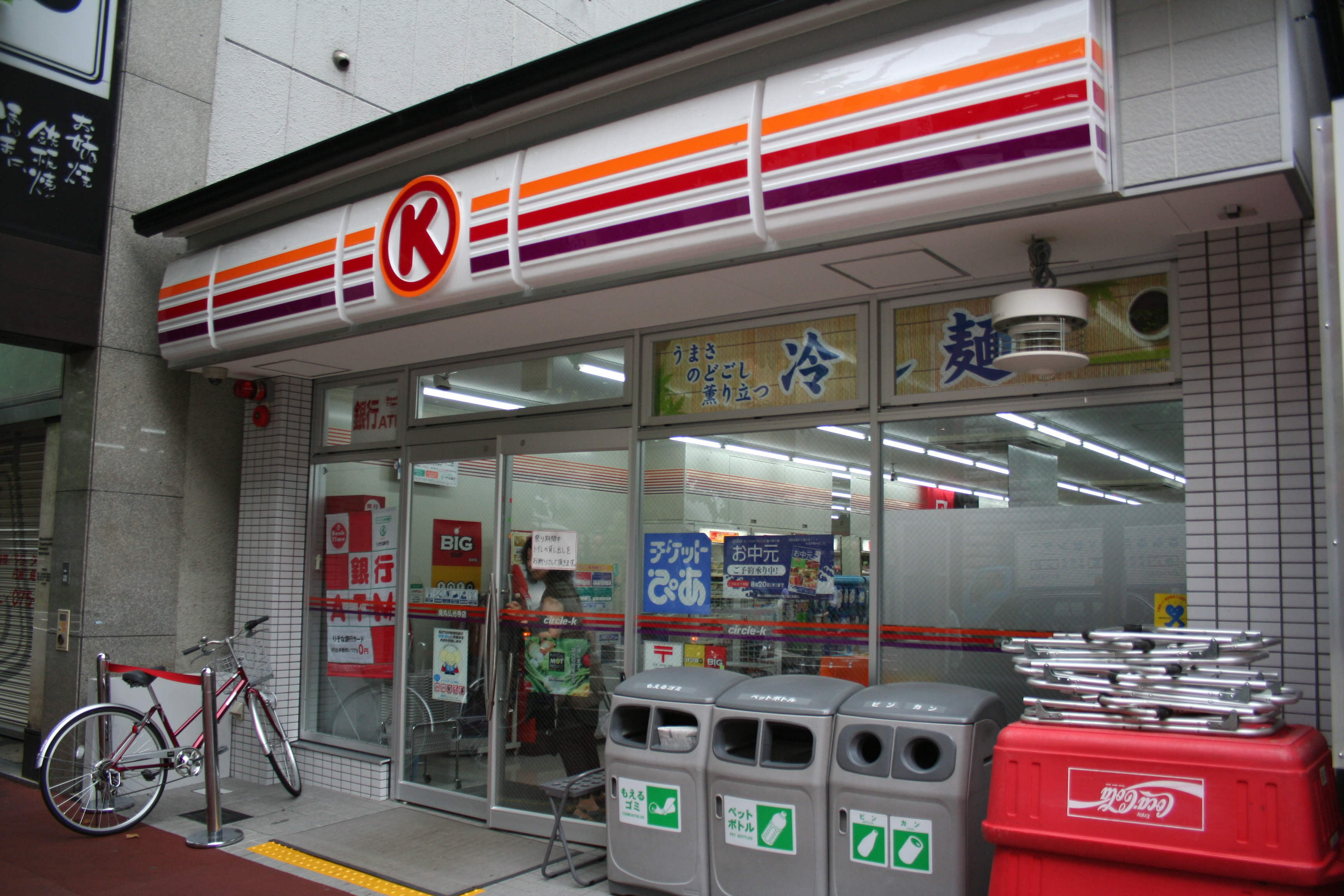
サークルK 烏丸仏光寺店（京都市）

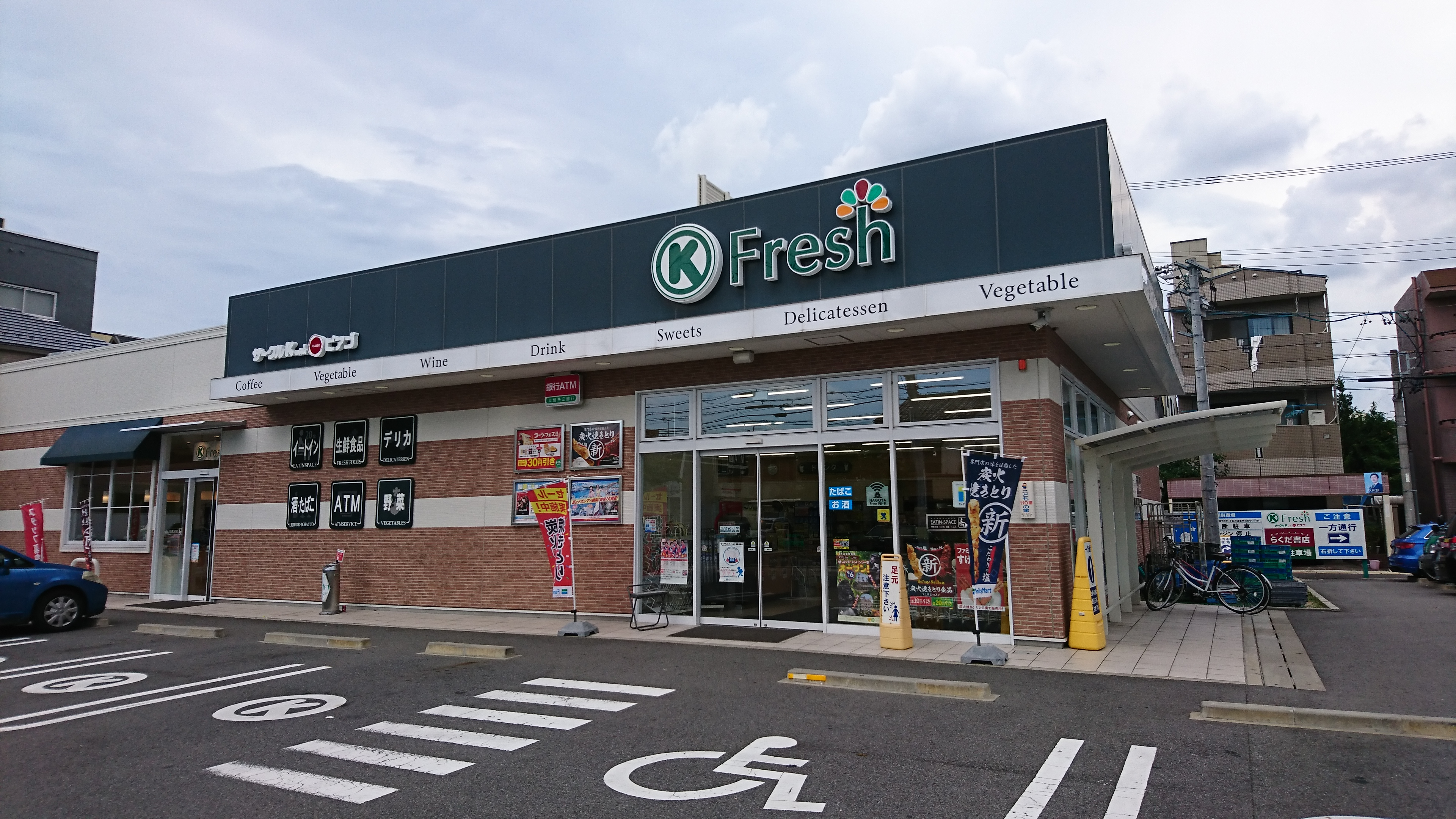
サークルKフレッシュ 今池南店（名古屋市）

前述のとおり、日本国内店舗では撤退まで橙の外枠で赤の〇の中にKが入っている古いタイプのロゴマーク（Ⓚ）と、橙、赤、紫の古い店舗イメージカラーを使用しており、マルK（マルケー）の通称でも知られた。景観を配慮する地区においては焦げ茶の〇の中にKのロゴマーク（Ⓚ）の例も見られた。また、2014年度にオープンした新形態店「サークルKフレッシュ」は緑を基調としており、緑の〇の中にKのロゴマーク（Ⓚ）だったほか、グループシナジーとして、食料品スーパー「ピアゴ」との連携を意図して「withピアゴ」の付称が付けられていた。このほか、小型店は「サークルKミニ」のブランドで展開されていた。レギュラー店舗の他に、サービス業務のみを行う店舗である「サークルKミニSS」も展開された。このほか、サークルケイ四国が考案した「K'sCAFE」ブランドの店舗も存在した。
旧キャッチフレーズは「let's go to サークルK」「It’s friendly サークルK」「Touch Your Heart サークルK」「ハッピー&スマイル サークルK」「みんな来る来るサークルK」。
おでんは1993年度より赤塚不二夫の漫画作品『おそ松くん』に登場するおでん好きの少年・チビ太をイメージキャラクターとして「チビ太のおでん」として販売されており、サンクスとの経営統合後は同店にも展開された。また東海地方で主に名古屋市内の一部のサークルK店舗（サンクスを除く）では通常のおでんではなく、みそおでん（みその中で煮たおでん）を販売していた。
日本においては末期には独自商品および決済方法や会員制度などの各種サービスや、店舗内に設置されていたATMがサンクスと共通化されていた。各種サービスについてはファミリーマート (企業)を、ATMについてはファミリーマート (企業)#コンビニATM・運送サービスほかを参照。
愛知県が地盤のユニーが親会社であり東海地方を地盤としていた為、半数以上の店舗が東海地方に集中していた。逆に関東地方ではセブン-イレブン等の他のコンビニチェーンが圧倒的な勢力を占めている為に、他の地域と比べて店舗数が大幅に少なく、東京都、神奈川県、埼玉県、千葉県以外には出店していなかった。また、東京都でも全ての区部や地域に出店している訳では無く、東京都内ではサークルKが出店した事の無い区部や地域も少なくない。その一方、ユニーの関東事務所が横浜市に設置されている関係で神奈川県は比較的店舗が多く、特にサンクスとの経営統合以前はテレビ神奈川で頻繁にサークルK単独のCMが流れていた。
東海地方以外でも、愛媛県や高知県等の四国地方、岡山県ならびに東海地方に隣接している滋賀県や京都府等の近畿地方、石川県等の北陸地方、そしてサークルケイ・ノースジャパンにより他のコンビニエンスストアチェーンよりも早い時期に出店開始した青森県へは比較的多く出店していた。尚、北海道、青森県・岩手県・秋田県以外の東北地方、東京都・神奈川県・千葉県・埼玉県以外の関東地方、山梨県、岡山県・広島県以外の中国地方、九州地方、沖縄県へはサークルKが出店した事は無い。
ファミリーマートへの統合による撤退が始まる前の2016年（平成28年）8月末時点で、北海道、宮城県、山形県、福島県、茨城県、栃木県、群馬県、福岡県、山梨県、鳥取県、島根県、山口県、佐賀県、長崎県、大分県、宮崎県、※熊本県、※鹿児島県、沖縄県には出店していなかった。太字はサンクスも出店していなかった都道府県。※はサンクスのみ出店歴があるが先に撤退している。
テレビCMは、主に東海・北陸・近畿地方で放映され、スポットCMを中心に放映されていた。尚、関東地方では東京キー局ではCM放映されておらず、前述のテレビ神奈川のみで放映されていた。
以下では都道府県ごと（都道府県コード順）にサークルKの出店と転換の情報（関連するサンクスの情報も一部に含む）を記載する
（伸縮型のメニューとして掲載。右にある[表示]をクリックすると一覧が表示される）。
法人合併前日の2016年8月31日に開店し、サークルKブランド最後の出店例とみられる店舗は次の通り。
- 上前津二丁目店（名古屋市中区）
- 名古屋丸の内一丁目店（名古屋市中区）※丸の内一丁目店のリニューアル
- 上名古屋四丁目店（名古屋市西区）
- 名東社が丘店（名古屋市名東区）2018年1月18日閉店
- 江南江森町東店（愛知県江南市）- 半年後ファミリーマートに転換
- 岡崎上三本松店（愛知県岡崎市）※上三本松店の建て替え
- 菊川上平川店（静岡県菊川市）※サンクスから転換

サークルKとサンクスの屋号が廃止された2018年11月30日まで営業していた最後のサークルK店舗はサークルKミニ 名古屋空港店（愛知県西春日井郡豊山町）である。
テレビ番組
- 日経スペシャル ガイアの夜明け コンビニ戦国時代王者セブンイレブン 戦略の全貌（2005年2月8日、テレビ東京） - サークルKとセブンイレブンの愛知県での攻防を取材。

#### フィリピン
フィリピンのサークルK はサークルKアジアとのライセンス契約により、スイ・シン・コマーシャルの子会社であるスーパー8・リテール・システムズが現地ライセンシーとなって出店を開始。
しかしスーパー8・リテール・システムズをフェニックス・ペトロリアム・フィリピンの子会社であるフィリピン・ファミリーマートCVS(PFM)が買収したことにより2019年5月よりファミリーマートに転換されることとなった。

#### 中華人民共和国
中国では広東省において、香港の利亜零售有限公司（CRA）が出資した利亜華南便利店有限公司（利亞華南便利店有限公司）によりOK便利店として運営されていたが2019年8月5日に蘇寧電器に売却され、蘇寧小店（苏宁小店）に転換している。

## 不祥事・事件等
ここでは、サークルKブランド全体やサークルKストアーズに関連するもののみを扱う。各現地フランチャイジー等によるものは当該記事を参照されたい。
障がい者差別問題
- サークルKストアーズは米国法律に違反して障がい者や妊娠中の従業員に対し不当に配慮を欠いたとして示談金800万ドルを支払う予定であることが報道された[89]。